# Buddenbrooks

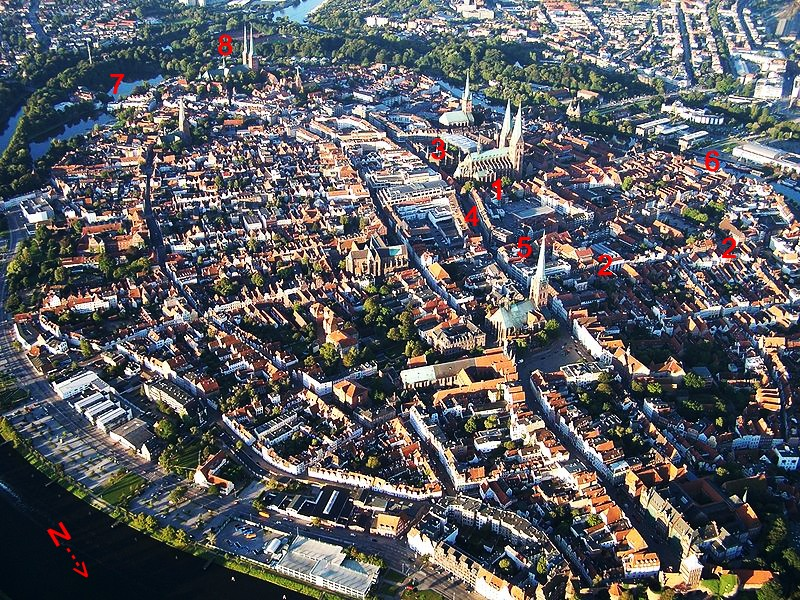
Die Altstadt von Lübeck (2006) mit den Örtlichkeiten, die in den Buddenbrooks genannt werden:
1 = Mengstraße Nr. 4: Stammhaus der Buddenbrooks/Manns, heute Museum
2 = Fischergrube: Thomas’ neues Haus; Annas Blumenladen
3 = Rathaus: Bürgerschaft; Senat
4 = Breite Straße
5 = Beckergrube: Theater; Club
6 = Trave
7 = Mühlenteich
8 = Wall

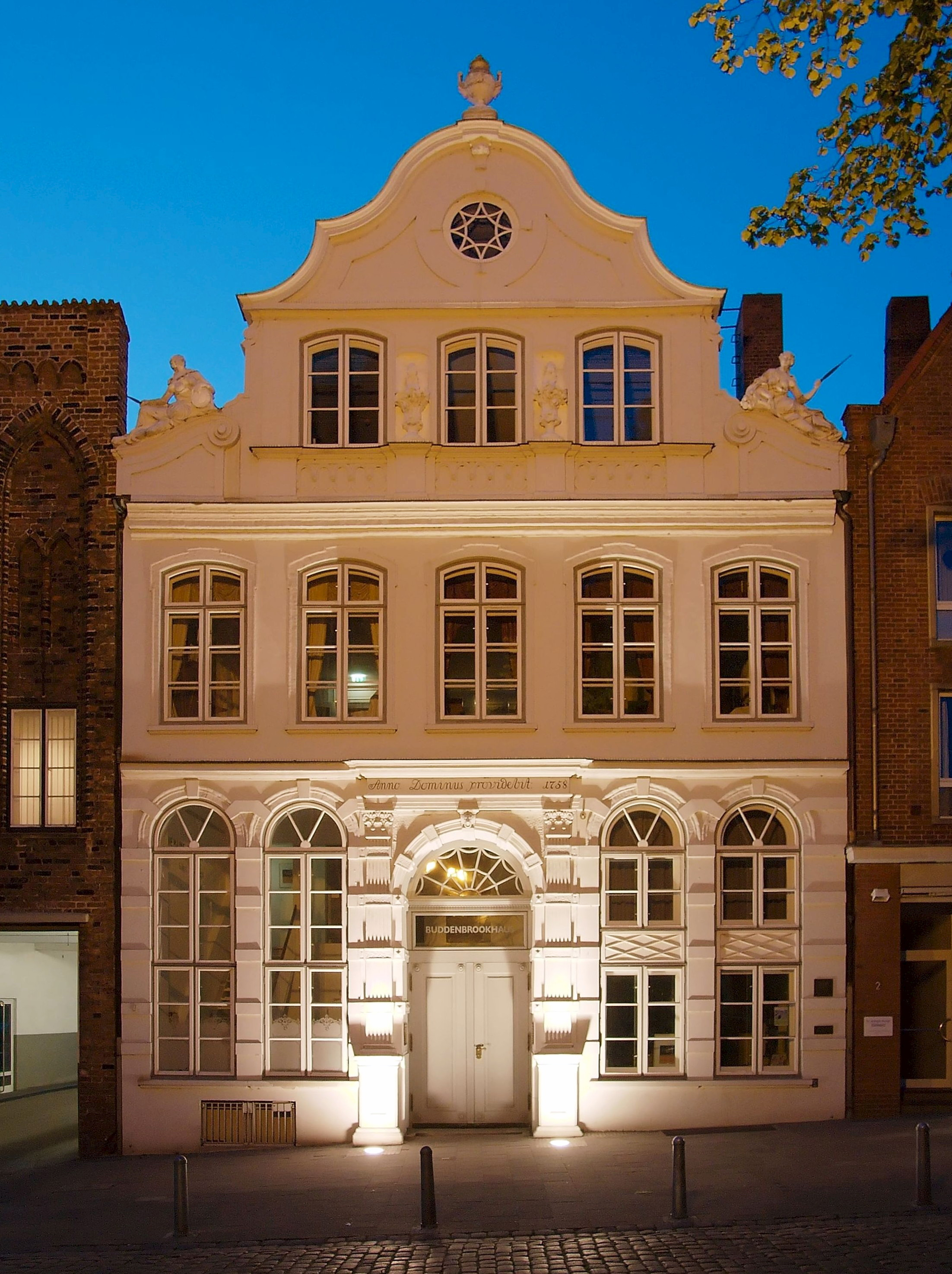
Das Buddenbrookhaus in Lübeck, Mengstraße 4 (2008)

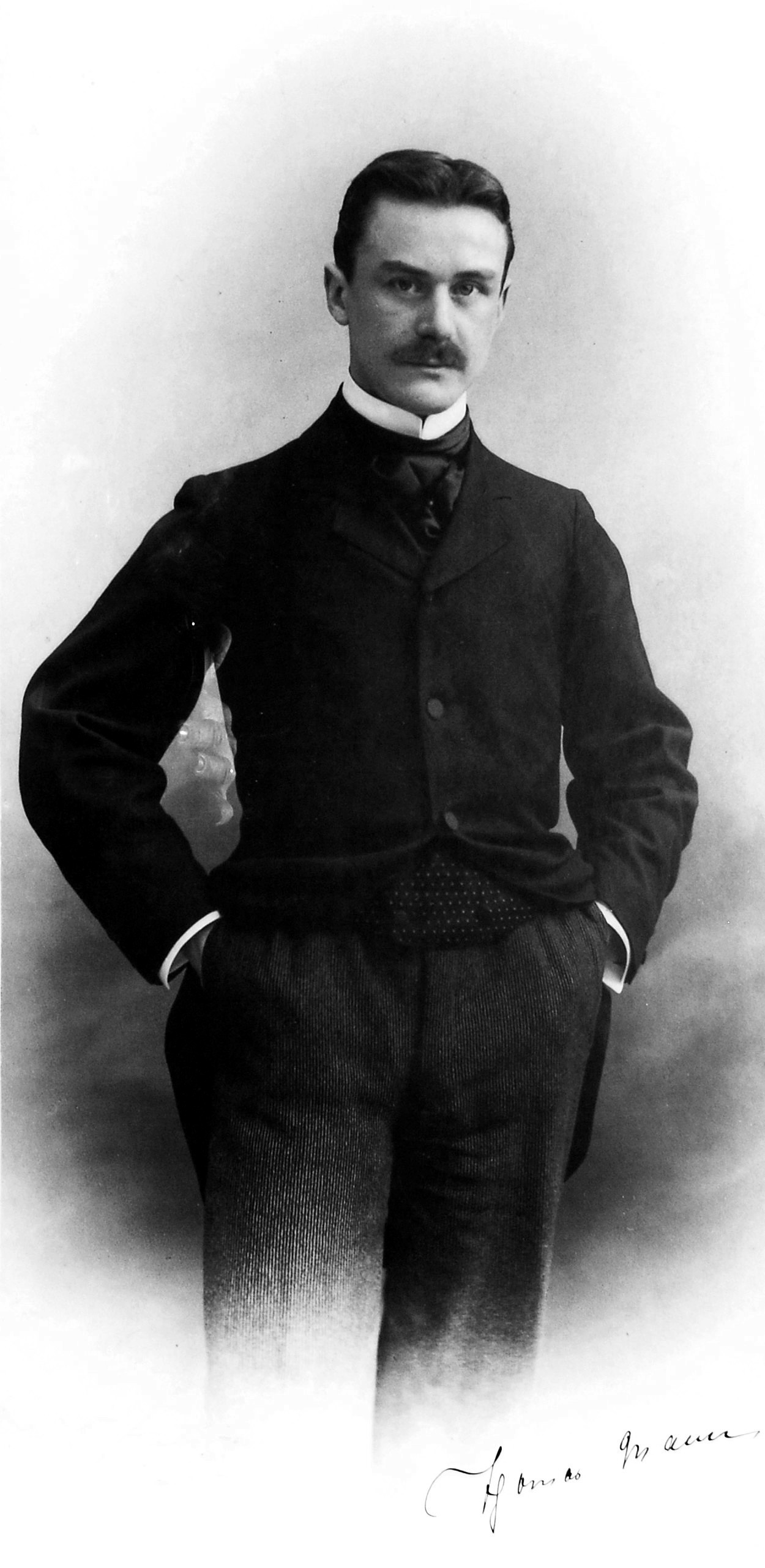
Thomas Mann, um 1900

Buddenbrooks: Verfall einer Familie (1901) ist das früheste unter den großen Werken Thomas Manns und gilt heute als der erste Gesellschaftsroman in deutscher Sprache von Weltgeltung. Er erzählt vom allmählichen, sich über vier Generationen hinziehenden Niedergang einer wohlhabenden Kaufmannsfamilie und illustriert die gesellschaftliche Rolle und Selbstwahrnehmung des hanseatischen Großbürgertums zwischen 1835 und 1877. Thomas Mann erhielt 1929 für Buddenbrooks den Nobelpreis für Literatur.
Die Grundlage des Romans war Thomas Manns eigene Familiengeschichte, Schauplatz des Geschehens ist seine Heimatstadt Lübeck. Ohne dass der Name der Stadt ausdrücklich erwähnt wird, sind viele Nebenfiguren nachweislich literarische Porträts von Lübecker Persönlichkeiten jener Zeit. Thomas Mann wird in der Figur des Hanno Buddenbrook selbst Teil der Handlung.

## Entstehungs- und Wirkungsgeschichte

### Entstehung
Ein Band mit Novellen Manns war 1898 im S. Fischer Verlag unter dem Titel Der kleine Herr Friedemann erschienen. Der Verleger Samuel Fischer hatte das Talent des jungen Autors erkannt und ermutigte ihn in einem Brief vom 29. Mai 1897, einen Roman zu schreiben: „Ich würde mich aber freuen, wenn Sie mir Gelegenheit geben würden, ein größeres Prosawerk von Ihnen zu veröffentlichen, vielleicht einen Roman, wenn er auch nicht so lang ist.“
Buddenbrooks entstand in der Zeit von Oktober 1896 bis zum 18. Juli 1900. Mann erwähnt den Roman erstmals in einem Brief an einen Freund, Otto Grautoff, vom 20. August 1897. Vorausgegangen war Ende Mai 1895, ebenfalls in einem Brief an Grautoff, die Erwähnung eines Familienromans in einer autobiografischen Skizze. Im Lebensabriß (1930) beschreibt Thomas Mann den Beginn der Arbeiten während seines Aufenthalts in Palestrina. Während dieses Italien-Aufenthalts 1896/1897 las Mann viele Romane und Erzählungen skandinavischer, russischer, französischer Autoren und immer wieder Nietzsche, Storm und Fontane. Im Verlauf der nächsten Jahre wuchs der Roman zu seinem heute bekannten Umfang an. Am 18. Juli 1900 schloss Thomas Mann das Manuskript ab und schickte es am 13. August 1900 an Samuel Fischer. Der Verleger bat den Autor zunächst, das Manuskript um die Hälfte zu kürzen, was dieser jedoch ablehnte. Der Roman erschien daher ungekürzt.
Das originale Manuskript wurde nach Thomas Manns Emigration bei dem Münchner Rechtsanwalt Valentin Heins deponiert und dort während des Zweiten Weltkriegs bei einem Bombenangriff zerstört.
Erhalten sind umfangreiche Vorarbeiten und Notizen, aus denen die Entstehungsgeschichte des Romans hervorgeht.

### Editionsgeschichte

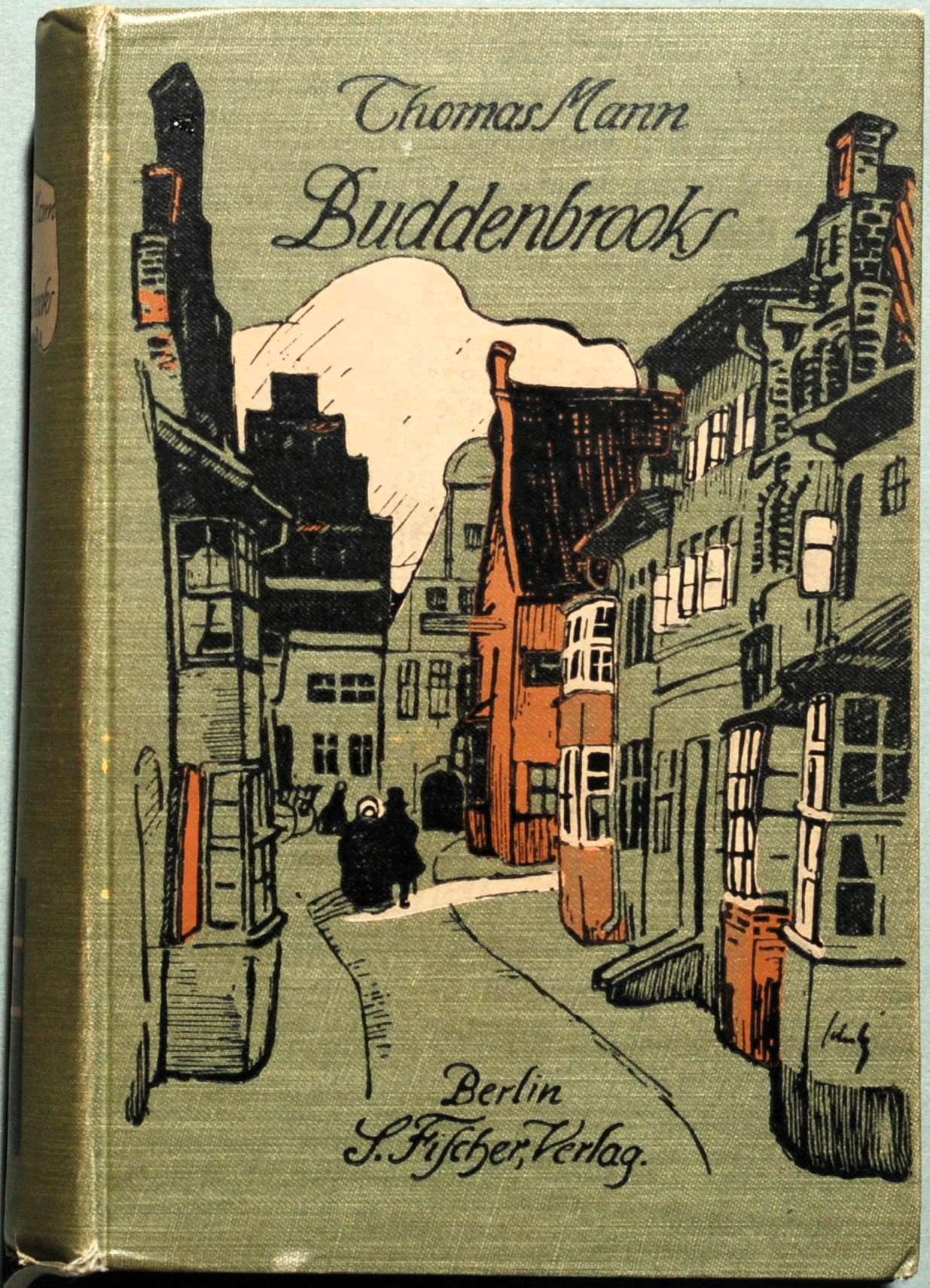
Umschlag von Wilhelm Schulz, 1903

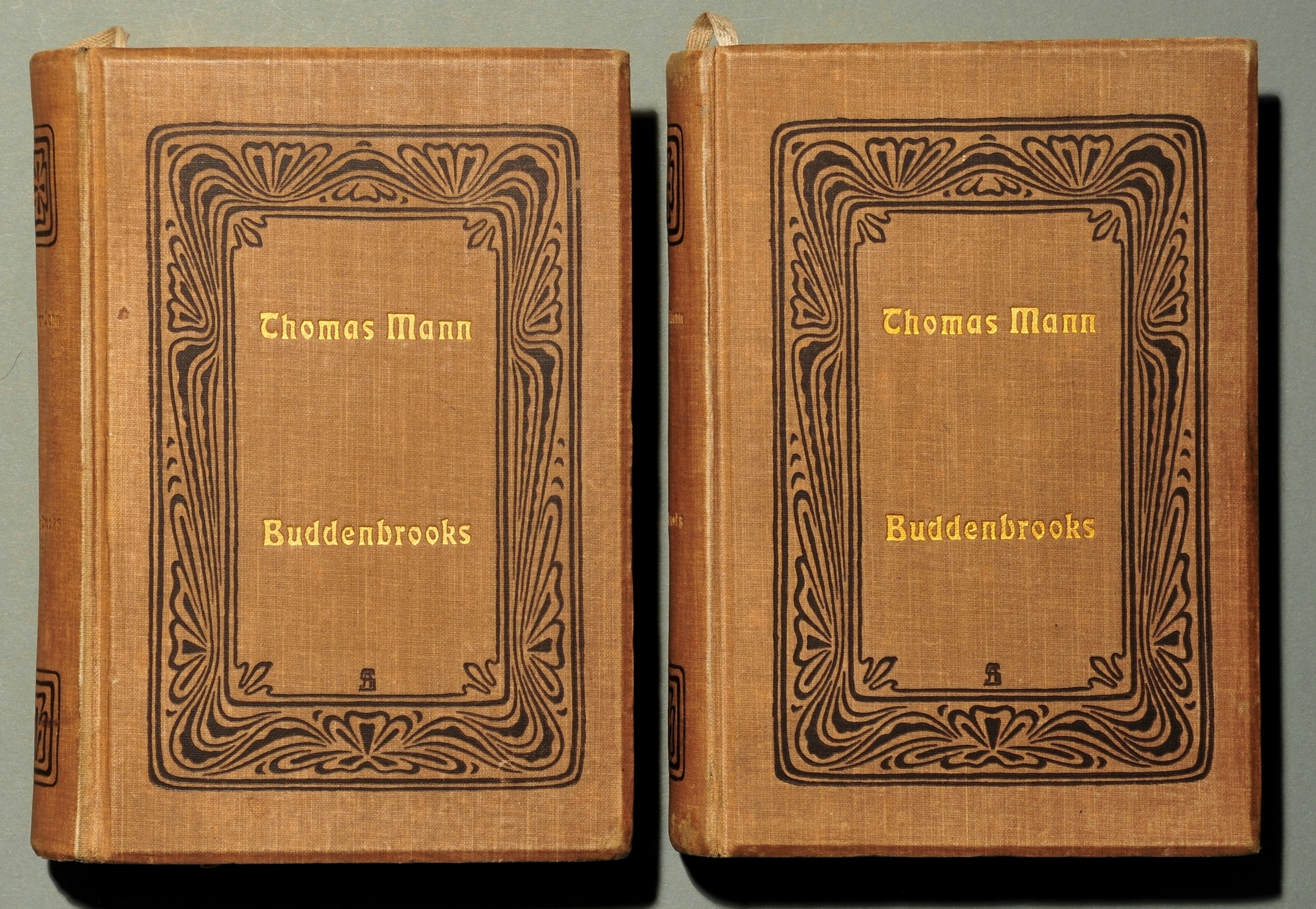
Der zweibändige Erstdruck 1901

Das Werk wurde am 26. Februar 1901 veröffentlicht, zweibändig, in einer Auflage von 1.000 Exemplaren. Der Verkauf war schleppend. Der Preis von zwölf Mark (geheftet) und 14 Mark (gebunden, Abb.re.) entspricht einem heutigen Gegenwert von 100 und 116 Euro und behinderte wahrscheinlich den Absatz. Erst die einbändige zweite Auflage von 1903 mit der Einbandgestaltung von Wilhelm Schulz und einer Höhe von 2.000 Exemplaren, gebunden für sechs Mark, geheftet für fünf Mark, leitete eine Serie von Neuauflagen ein und brachte den Erfolg. 1918 waren 100.000 Exemplare verkauft. 1924 erschien in den Vereinigten Staaten eine Ausgabe in englischer Sprache, übersetzt von Helen Tracy Lowe-Porter. Nachdem Thomas Mann am 12. November 1929 für Buddenbrooks den Nobelpreis für Literatur erhalten hatte, erschien im Dezember 1930 eine Auflage von einer Million Exemplaren zu einem herabgesetzten Preis, die sogenannte Volksausgabe für nur 2,85 Reichsmark.

Mit dem Erscheinen preiswerter Taschenbuchausgaben nach dem Zweiten Weltkrieg stieg die Gesamtauflage deutlich. Bis 1975 wurden vier Millionen Exemplare in deutscher Sprache verkauft. 2002 erschien eine neu edierte Ausgabe der Buddenbrooks mit Kommentarband im Rahmen der „Großen kommentierten Frankfurter Ausgabe der Werke“ Thomas Manns. 2005 sorgte die aus Anlass von Thomas Manns 50. Todestag ausgestrahlte TV-Film-Serie Die Manns – Ein Jahrhundertroman von Heinrich Breloer für ein neu erwachtes Interesse an den Buddenbrooks. Die deutschen Ausgaben des Romans erreichten bis 2010 eine Verbreitung von über neun Millionen Exemplaren. Bis zum Jahr 2000 war Buddenbrooks in 38 Sprachen übersetzt, zuletzt ins Isländische.

### Reaktionen in Lübeck
In Lübeck wurde der Roman zunächst als Schlüsselroman aufgenommen. In der Stadt kursierten zwei Entschlüsselungslisten, die von einer Buchhandlung an ihre Kunden verliehen wurden. Viele der Personen, die sich porträtiert sahen, waren entrüstet.
Man verglich den Verfasser mit dem Skandalschriftsteller Fritz Oswald Bilse. Thomas Mann versuchte, der Empörung mit dem Essay Bilse und Ich (1906) zu begegnen. Dort verteidigt er das Recht des Schriftstellers, die Realität als dichterische Vorlage zu verwenden: „Fragt nicht immer, wer soll das sein. […] Sagt nicht immer, das bin ich, das ist jener. Es sind nur Äußerungen des Künstlers gelegentlich Eurer. Stört nicht mit Klatsch und Schmähungen seine Freiheit.“

## Inhalt
Der Roman ist in elf Teile gegliedert, die jeweils eine unterschiedliche Zahl von Kapiteln enthalten.

### Erster Teil

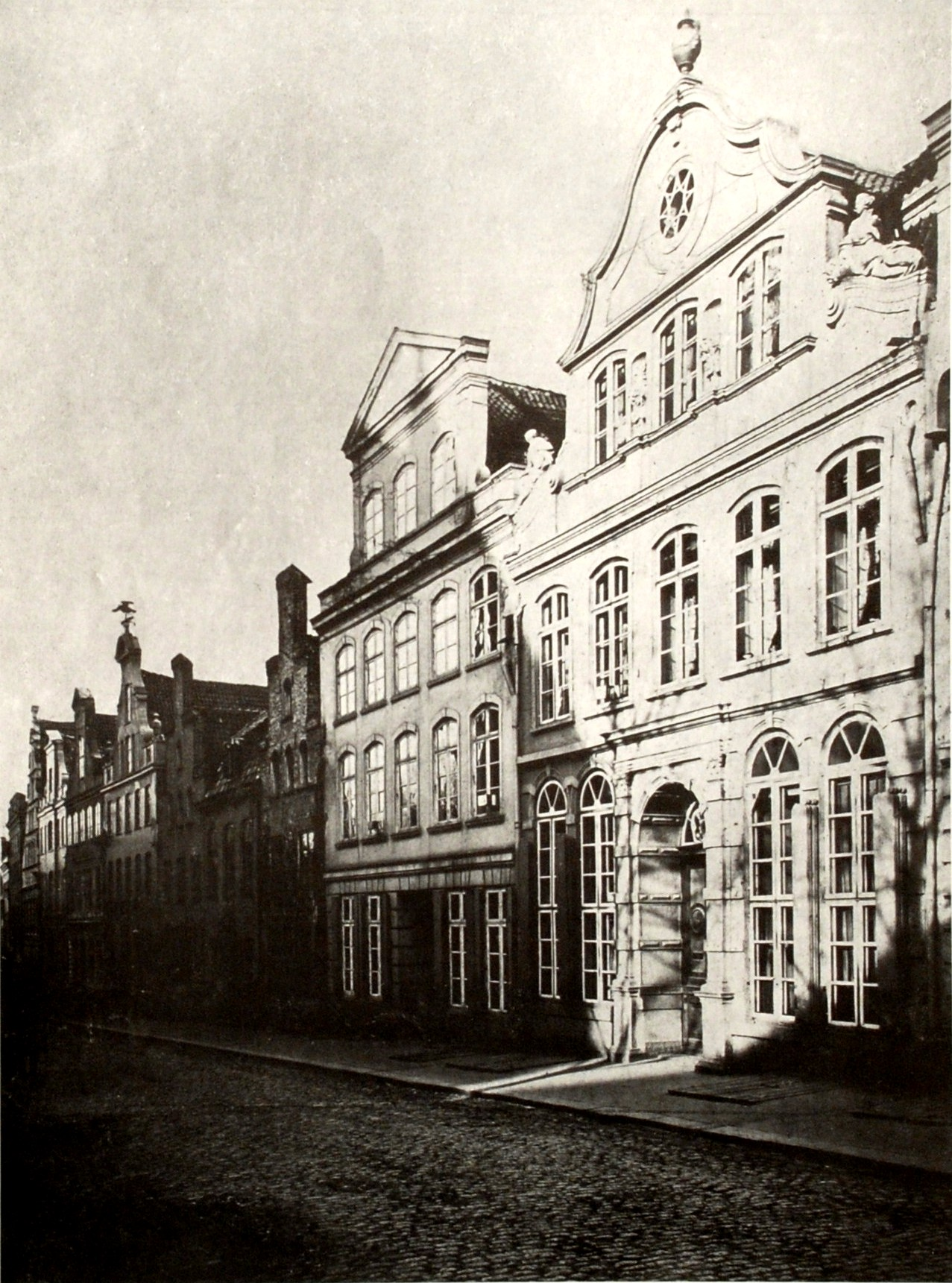
Das „Buddenbrook-Haus“ in Lübeck um 1870

Treppenhaus des späteren Buddenbrookhauses, Beckergrube 52

An einem Donnerstag im Oktober 1835 haben Buddenbrooks ihre Familienangehörigen, Bekannte und Geschäftsfreunde „auf ein ganz einfaches Mittagsbrot“ in ihr neues Haus gebeten, nach großbürgerlicher Sitte für den späten Nachmittag. Das neue Heim, als Gebäude und Anwesen gleichermaßen weitläufig, war erst kürzlich von der in Konkurs gegangenen Familie Ratenkamp für 100.000 Kurantmark erworben worden. Die Errichtung des repräsentativen Hauses, in der Lübecker Mengstraße gelegen, geht auf das Jahr 1682 zurück.
Im Eröffnungsteil werden dem Leser drei Generationen der Familie Buddenbrook vorgestellt: Das energische Familienoberhaupt Johann Buddenbrook d. Ä. und dessen Gattin Antoinette; ihrer beider Sohn Johann Buddenbrook d. J. (genannt Jean) nebst Gattin Elisabeth (Bethsy), dazu die Kinder der beiden, die achtjährige Antonie (Tony), der neunjährige Thomas und der siebenjährige Christian. Auch die Gäste sind Teil des künftigen Romanpersonals.
Johann Buddenbrook d. Ä. ist Inhaber der Getreidegroßhandlung Buddenbrook, die er von seinem Vater, dem Firmengründer, übernommen hat. Sein Sohn Jean ist Associé im Familienunternehmen und steht seinem Vater an Geschäftstüchtigkeit in nichts nach. Schon manches Mal war er ihm „im entschlossenen Ergreifen des Vorteils überlegen gewesen.“ Doch im Gegensatz zu seinem unsentimentalen Vater hat er einen Hang zu pietistischer Frömmigkeit. Stets ist er darauf bedacht, „als Mensch von religiösem Empfinden“ wahrgenommen zu werden.
Gegessen wird mit schwerem Silberbesteck von Meißner Tellern mit Goldrand. Das „ganz einfache Mittagsbrot“ besteht aus Kräutersuppe nebst geröstetem Brot, Fisch, einem kolossalen, ziegelroten, panierten Schinken mit Schalottensauce und einer solchen Menge von Gemüsen, daß alle aus einer einzigen Schüssel sich hätten sättigen können. Darauf folgt Plettenpudding, ein schichtweises Gemisch aus Makronen, Himbeeren, Biskuits und Eiercreme, zu dem goldgelber, traubensüßer alter Malvasier in kleinen Dessertweingläsern gereicht wird. Abschließend trägt das Folgmädchen noch Butter, Käse und Früchte auf.
In einer kontrastierenden Parallelhandlung wird der nicht anwesende Sohn des Familienoberhauptes aus erster Ehe, Gotthold Buddenbrook, der vor Jahren verstoßen wurde, um einen Teil seines Erbes gebracht. Senior- und Juniorchef sprechen sich ab, nachdem die Gäste gegangen sind. Der pietistisch-fromme Jean rät seinem Vater, die Forderung Gottholds guten Gewissens abzuweisen, damit das Firmenvermögen nicht geschmälert werde.
Gotthold Buddenbrook war wegen einer unstandesgemäßen Heirat verstoßen worden. Er hatte, dem strengen Verbot des Familienoberhauptes zum Trotz, eine Mamsell Stüwing geehelicht und damit nicht in eine Firma, sondern in einen „Laden“ eingeheiratet. In der überschaubaren Handelsstadt aber wurde „haarscharf“ unterschieden zwischen den „ersten und zweiten Kreisen, zwischen Mittelstand und geringem Mittelstand.“

### Zweiter Teil
Die Buddenbrooks führen eine Familienchronik, ein dickes Goldschnittheft, dessen Aufzeichnungen bis zum Ende des 16. Jahrhunderts zurückreichen. Darin hält am 14. April 1838 Jean Buddenbrook, heiter und in frommer Dankbarkeit, die Geburt seiner Tochter Clara fest, seines vierten Kindes. Im Rückblättern stößt er auf die Zeilen, die seine Verheiratung betreffen. „Diese Verbindung war, sollte er ehrlich sein, nicht gerade das gewesen, was man eine Liebesheirat nennt. Sein Vater hatte ihm auf die Schulter geklopft und ihn auf die Tochter des reichen Kröger, die der Firma eine stattliche Mitgift zuführte, aufmerksam gemacht, er war von Herzen einverstanden gewesen und hatte fortan seine Gattin verehrt, als die ihm von Gott vertraute Gefährtin… Mit der zweiten Heirat seines Vaters hatte es sich ja nicht anders verhalten.“
In der Stadt hat die Familie Hagenström Fuß gefasst. Herr Hagenström ist Mitinhaber der Exportfirma Strunck & Hagenström und hat in eine reiche jüdische Familie aus Frankfurt eingeheiratet, was in den ersten Kreisen der Stadt mit Befremden aufgenommen wurde. Die Hagenströms konkurrieren schon bald mit den Buddenbrooks, geschäftlich wie kommunalpolitisch. Auch die Kinder beider Familien rivalisieren bereits miteinander. Als Hagenströms Sohn, der kleine Hermann, auf dem gemeinsamen Schulweg im Tausch gegen sein Frühstück einen Kuss von Tony einfordert, wehrt sie ihn ab. Seine Schwester mischt sich ein und es kommt zu einer Rauferei zwischen den Mädchen. „Seit diesem Ereignis war es beinahe zu Ende mit der Kameradschaft.“
1842 stirbt nach kurzer Krankheit Madame Antoinette Buddenbrook, Ehefrau von Johann d. Ä. Nach ihrem Tod wird der Witwer immer apathischer und zieht sich schließlich aus der Firma zurück. Jean Buddenbrook ist jetzt alleiniger Inhaber der traditionsreichen, 1768 gegründeten Getreidehandlung. Im März 1842, wenige Monate nach dem Dahinscheiden seiner Frau, stirbt auch Johann Buddenbrook d. Ä. einen sanften Tod. Trotz der für Gotthold Buddenbrook ungünstigen Bestimmungen des väterlichen Testaments, an denen Jean festhält, beginnt eine zaghafte Versöhnung zwischen den Halbbrüdern.
Nach Ostern 1842 tritt Thomas Buddenbrook, sechzehnjährig, als Lehrling in die Firma ein. Er arbeitet mit Hingabe, den stillen und zähen Fleiß des Vaters nachahmend. Der Firma, „diesem vergötterten Begriff“, sind nach Auszahlung von Erbansprüchen und Vermächtnissen „bedeutende Mittel“ verloren gegangen. In einer nächtlichen Unterredung klärt Jean Buddenbrook seine Frau darüber auf, dass die Familie gar „nicht so ungemein reich“ ist.
Der Gymnasiast Christian Buddenbrook erregt den Unmut seines Vaters, als ruchbar wird, dass der „vierzehnjährige Knirps“ mit einem Bukett für 1 Mark 8 ½ Schilling, einem ansehnlichen Betrag, in die Garderobe einer Schauspielerin des Stadttheaters marschiert ist, einer „Demoiselle Meyer-de la Grange“. Die junge Künstlerin ist die Geliebte eines allgemein bekannten Lebemannes, der gerade zugegen ist, als der junge Christian seine drollige Aufwartung macht, sodass der Vorfall sich in der engen Stadt schnell herumspricht.
Aus erzieherischen Gründen muss Tony, als sie „einen argen Hang zu Hoffart und Eitelkeit“ zu zeigen und Liebesbriefe mit einem Gymnasiasten auszutauschen beginnt, in ein Mädchenpensionat. Geleitet wird es von der buckligen, kleinwüchsigen Therese (Sesemi) Weichbrodt. Trotz deren „strenger Obhut“ verlebt Tony hier mit ihren beiden Freundinnen Armgard von Schilling und Gerda Arnoldsen „eine glückliche Jugendzeit“.

### Dritter Teil
Tony Buddenbrook ist 18 Jahre alt. Der Hamburger Kaufmann Bendix Grünlich hat bei Tonys Eltern um ihre Hand angehalten. Tony ist bestürzt. „Was will dieser Mensch von mir -! Was habe ich ihm getan -?“ und bricht in Tränen aus. Die Mutter redet ihr zu: „Die Verbindung, die sich dir darbietet, ist vollkommen das, was man eine gute Partie nennt, meine liebe Tony. […] du hast Zeit zur Überlegung. […] Aber wir müssen zu Bedenken geben, daß eine solche Gelegenheit, dein Glück zu machen, sich nicht alle Tage bietet, und daß diese Heirat genau das ist, was Pflicht und Bestimmung dir vorschreiben. Ja, mein Kind, das muß ich dir vorhalten.“
Tonys Vater bespricht sich mit der Mutter, nachdem er Grünlichs Geschäftsbücher eingesehen und sich in Hamburg über ihn erkundigt hat: „Ich kann nicht anders, als diese Heirat, die der Familie und der Firma nur zum Vorteil gereichen würde, dringend erwünschen! […] denn noch eines, Bethsy, und das kann ich nicht oft genug wiederholen: […] Die Geschäfte gehen ruhig, ach, allzu ruhig. […] Wir sind nicht vorwärts gekommen, seit Vater abberufen wurde.“
Grünlich macht Tony hartnäckig den Hof. Tony ist deprimiert, verliert ihre gewohnte Frische und magert ab. Der Vater verordnet einen Erholungsaufenthalt an der Ostsee, in Travemünde, im Haus des ihm gut bekannten Lotsenkommandanten Schwarzkopf. Dort lernt sie dessen Sohn kennen, den Medizinstudenten Morten, der während der Semesterferien nach Hause gekommen ist. Beide verlieben sich ineinander. Tony sagt Morten bei einem Spaziergang zum Mövenstein zu, Grünlich nicht erhören und auf Mortens Doktorexamen warten zu wollen. Dann will er bei ihren Eltern um ihre Hand anhalten. In einem Brief schreibt Tony ihrem Vater „Dir, dem besten Vater, kann ich es ja sagen, daß ich anderweitig gebunden bin an jemanden, der mich liebt, und den ich liebe, daß es sich gar nicht sagen läßt.“ Ihren gemeinsamen Lebensplan teilt sie dem Vater ebenfalls mit.
Der Vater schreibt zurück, Grünlich drohe mit Selbstmord, falls er abgewiesen werde, und appelliert an Tonys Christenpflicht. In Hinblick auf die tradierten Heiratsentscheidungen von Familie und Firma Buddenbrook ermahnt er Tony: „Du müßtest nicht meine Tochter sein, nicht die Enkelin Deines in Gott ruhenden Großvaters und überhaupt nicht ein würdiges Glied unserer Familie, wenn Du ernstlich im Sinn hättest, Du allein, mit Trotz und Flattersinn Deine eigenen, unordentlichen Pfade zu gehen.“
Von Tonys Vater informiert, kommt Grünlich nach Travemünde, stellt sich Mortens Vater als „Geschäftsfreund von Konsul Buddenbrook“ vor, gibt sich den Anschein, mit Tony so gut wie verlobt zu sein, und beruft sich auf „ältere Rechte“. Der biedere Lotsenkommandeur, der die Standesgrenzen seiner Zeit respektiert, rüffelt seinen Sohn. Mit dem gegenseitigen Versprechen von Tony und Morten ist es aus.
Tony unterwirft sich der Familienräson. Sie selbst trägt eines Morgens stolz ihre Verlobung mit Grünlich in die Familienchronik ein, da sie der Meinung ist, mit der Verlobung der Familie zu dienen. Grünlich erhält von Jean Buddenbrook eine Mitgift von 80.000 Mark. Zu Beginn des Jahres 1846 heiratet Tony Buddenbrook Bendix Grünlich, Kaufmann zu Hamburg.
Thomas bricht nach Amsterdam auf, um seine kaufmännischen Kenntnisse zu erweitern. Zuvor verabschiedet er sich von seiner heimlichen Geliebten, der schönen, aber armen Blumenverkäuferin Anna, und löst ihre gemeinsame Verbindung auf. Seine Entscheidung rechtfertigt er gegenüber Anna damit, dass er später einmal die Firma übernehmen werde und daher die Pflicht habe, „eine Partie“ zu machen und sich standesgemäß zu verheiraten.

### Vierter Teil
Am 8. Oktober 1846 bringt Tony ihre Tochter Erika zur Welt. Grünlich hat außerhalb Hamburgs eine Villa gekauft. Für gemeinsame Hamburg-Besuche wird eine Mietkutsche bestellt. Er selbst fährt morgens mit „dem kleinen gelben Wagen“ in die Stadt und kommt erst abends zurück.
Jean Buddenbrook verliert durch den Bankrott eines Geschäftspartners in Bremen auf einen Schlag 80.000 Mark. In Lübeck muss er „all die plötzliche Kälte, die Zurückhaltung, das Mißtrauen auskosten, [die] eine solche Schwächung des Betriebskapitals bei Banken, Freunden, bei Firmen im Ausland hervorzurufen pflegt.“ Obendrein ist Grünlich zahlungsunfähig geworden. Jean Buddenbrook besucht Tony in Hamburg und klärt sie über die finanzielle Situation ihres Gatten auf. Tony ist aus Pflichtgefühl bereit, Grünlich in die Armut zu folgen. Geschähe dies aus Liebe, so erwägt Jean, müsste er Tochter und Enkelkind vor dieser „Katastrophe“ bewahren und Grünlich „um jeden Preis“ halten. Er entschuldigt sich nun bei Tony, sie damals zur Ehe mit Grünlich gedrängt zu haben, und versichert ihr, dass er sein Handeln „in dieser Stunde aufrichtig bereue.“ Unter Tränen gesteht Tony, Grünlich niemals geliebt zu haben. „Er war mir immer widerlich … weißt du das denn nicht?“ Um der Firma kein weiteres Geld zu entziehen, kommen beide überein, dass Tony Grünlich verlässt und sich wegen Unfähigkeit Grünlichs, für Frau und Kind zu sorgen, von ihm scheiden lässt. „Das Wort ‚Firma‘ hatte eingeschlagen. Höchst wahrscheinlich wirkte es entscheidender als selbst ihre Abneigung gegen Herrn Grünlich.“
In Gegenwart von Grünlichs Bankier, dem mephistophelisch-boshaften Kesselmeyer, sieht Jean Buddenbrook erneut die Geschäftsbücher seines Schwiegersohnes ein. Von Kesselmeyer erfährt er, dass er bei seinen früheren Erkundigungen über Grünlich ausgerechnet an dessen Gläubiger geraten war. Sie hatten, um ihre ausstehenden Forderungen an Grünlich abzusichern, dessen geschäftliche Situation beschönigt. Auch Grünlichs Geschäftsbücher, über die sich Jean seiner Frau gegenüber so lobend geäußert hatte, waren gefälscht. Jetzt sieht er, von Kesselmeyer höhnisch beglaubigt, die echten Zahlen. Es wird deutlich, dass Grünlich Tony nur geheiratet hat, um ihre Mitgift zu erhalten und seinen Ruf in der Geschäftswelt zu verbessern. In einem Wutanfall gesteht Grünlich dies auch ein.
Die Revolution 1848 nimmt in Lübeck einen sehr glimpflichen Verlauf, der mit einiger Ironie geschildert wird, nicht zuletzt durch das beherzte Eingreifen Jean Buddenbrooks. Aber sein Schwiegervater Lebrecht Kröger stirbt vor Aufregung über „die Canaille“ in Jeans Armen.
1850 stirbt auch Jeans Schwiegermutter und dem Hause Buddenbrook fällt eine beachtliche Erbschaft zu.
Christian Buddenbrook, der studieren und einen akademischen Beruf wählen sollte, hatte diese Laufbahn abgebrochen und war als kaufmännischer Lehrling in eine Londoner Handelsfirma eingetreten. Inzwischen hat ihn seine Unstetigkeit nach Valparaíso in Chile geführt. Die mit Buddenbrooks konkurrierenden Hagenströms kommen weiter voran.
Jean Buddenbrook stirbt unerwartet 1855.

### Fünfter Teil
1855 ist Thomas mit 29 Jahren Chef der Firma Buddenbrook und Familienoberhaupt. Das Kapital beläuft sich auf 750.000 Mark. Elisabeth, die Witwe Jeans, wird als Universalerbin eingesetzt, was sich später als verhängnisvoll erweisen wird. Der langjährige Prokurist Friedrich Wilhelm Marcus avanciert auf testamentarischen Wunsch des verstorbenen Jean Buddenbrook zum Teilhaber und bringt ein Eigenkapital von 120.000 Mark ein. Fortan ist er gemäß dieser Quote am Gewinn beteiligt. Das Firmenvermögen (ohne Grundbesitz) erhöht sich mit Marcus’ Einlage auf 870.000 Mark. Trotzdem ist Thomas unzufrieden. Johann Buddenbrook hatte in seiner besten Zeit über 900.000 verfügt.
Der junge Chef bringt Frische und Unternehmungsgeist in die Firma, auch wenn er den Bedenkenträger Marcus wie „eine Bleikugel“ hinter sich herziehen muss. In geschäftlichen Verhandlungen setzt Thomas geschickt die Wirkung seiner Persönlichkeit ein. Er erfreut sich überall großer Beliebtheit und Anerkennung: bei den Bediensteten des Hauswesens in der Mengstraße, den Kapitänen seiner Schiffe, den Geschäftsführern in den Speicherkontors, den Fuhrleuten und den Lagerarbeitern.
Auf Wunsch der Mutter kehrt Christian nach achtjähriger Abwesenheit 1856 aus Übersee zurück – in großkariertem Anzug und mit Manieren, die den englischen Stil imitieren. Thomas stellt ihn als Prokuristen und Nachfolger von Herrn Marcus ein. Im Kontor erweist sich Christian bald als Bummler. Thomas gegenüber macht er keinen Hehl aus seiner Verachtung für die ordentliche Büroarbeit. Seine eigentlichen Talente kommen im Herrenclub zur Geltung. Dort ist er mit seiner „amüsanten, gesellschaftlichen Begabung“ gefragt und sorgt mit kleinen improvisierten Auftritten für die Unterhaltung der anwesenden Herren.
Nach Jean Buddenbrooks Tod hält seine Witwe Elisabeth das fromme Treiben im Hause aufrecht und steigert es noch. Sie hält täglich Andachten, eröffnet in den hinteren Kontorräumen eine Sonntagsschule für kleine Mädchen und richtet für ältere Damen den wöchentlichen „Jerusalemsabend“ ein. Tony, die bei ihrer Mutter lebt, kann sich damit allerdings nicht recht anfreunden. Pastoren und Missionare gehen ein und aus, darunter Pastor Sievert Tiburtius aus Riga, der bald um die Hand der jüngsten Tochter der Familie anhält, der neunzehnjährigen Clara.
Thomas hält sich längere Zeit geschäftlich in Amsterdam auf. In einem Brief teilt er mit, dort in Gerda Arnoldsen, der Tochter eines wohlhabenden Geschäftspartners und ehemaligen Pensionsfreundin Tonys, seine künftige Gattin gefunden zu haben. Nach Ende des Trauerjahres heiraten im Dezember 1856 sowohl Clara und Tiburtius als auch, zu Beginn des Jahres 1857, Thomas und Gerda, mit der dem Hause Buddenbrook 100.000 Taler (300.000 Mark) Mitgift zufließen.
Während sich Thomas und Gerda auf eine zweimonatige Hochzeitsreise durch Oberitalien begeben, richtet Tony das zuvor von Thomas erworbene neue und größere Haus für das junge Ehepaar ein. Nach dessen Rückkehr gesteht Tony ihrem Bruder, dass auch sie gern wieder verheiratet wäre, um die Familie zu entlasten und weil sie sich im Haushalt ihrer frommen Mutter doch langweile. Sie habe sogar kurzzeitig überlegt, eine Stelle als Gesellschafterin in England anzunehmen, auch wenn dies eigentlich „unwürdig“ sei, man habe sie aber wegen ihres zu attraktiven Aussehens abgelehnt.

### Sechster Teil
Thomas und Gerda Buddenbrook haben ihre erste „Mittagsgesellschaft“ gegeben. Das Dinner zog sich von fünf bis elf Uhr hin. An der Börse sprach man acht Tage lang „in den lobendsten Ausdrücken“ davon. „Wahrhaftig, es hatte sich gezeigt, dass die junge Frau Konsulin“ „zu repräsentieren verstand.“
Tony kehrt gut gelaunt von einem längeren Aufenthalt bei einer Freundin in München zurück. Dort hat sie Alois Permaneder, den Teilhaber einer Hopfenhandlung, kennengelernt. Thomas leidet unter Christians peinlicher Geschwätzigkeit. Vor allem dessen ständige Mitteilungen über Krankheitsanzeichen aller Art („Ich kann es nun nicht mehr“) empfindet er als unbeherrscht, formlos und lächerlich. In der Stadt wird der jüngere Buddenbrook nur Krischan genannt, seine Clownerien im Klub sind allgemein bekannt. Am meisten aber stört Thomas, dass Christian seine Liebschaft mit Aline Puvogel, einer einfachen Statistin vom Sommertheater, nicht verheimlicht, wie es der Anstand der Familie gebietet, sondern sich „mit der vom Tivoli auf offener, hellichter Straße“ zeigt.
Nachdem Christian im Klub behauptet hat, „eigentlich und bei Lichte besehen sei doch jeder Geschäftsmann ein Gauner“, kommt es zwischen den Brüdern zum Eklat. In einer Unterredung unter vier Augen bringt Thomas seinen Bruder dazu, die Buddenbrooksche Firma zu verlassen. Mit einem Vorschuss auf sein künftiges Erbe wird Christian Teilhaber einer Hamburger Handelsfirma.
Tony hofft auf eine Ehe mit dem Hopfenhändler Permaneder, ihrer Münchener Bekanntschaft, einem Mann von 40 Jahren. Tonys Kommentar: „Es handelt sich diesmal nicht um eine glänzende Partie, sondern nur darum, daß die Scharte von damals durch eine zweite Ehe so ungefähr wieder ausgewetzt wird.“ Nach einem unbeholfenen Anstandsbesuch des schnauzbärtigen Junggesellen im Hause Buddenbrook kommt die Ehe tatsächlich zustande und Tony zieht nach München, wo sie sich allerdings nicht recht eingewöhnen kann. Zu ihrer Enttäuschung setzt sich Herr Permaneder mit den Zinsen aus Tonys Mitgift von 17.000 Talern (51.000 Mark) zur Ruhe. Eine gemeinsame Tochter stirbt kurz nach der Geburt. Eines Nachts überrascht Tony ihren Gatten, als er betrunken die sich wehrende Köchin zu küssen versucht. Tony kanzelt ihn ab und verlässt ihn stehenden Fußes. Herr Permaneder stößt einen Fluch aus, so ungeheuerlich, dass Tony „das Wort“ lange Zeit nicht über die Lippen bringen kann und sich hartnäckig weigert, es Thomas gegenüber preiszugeben. Sie nimmt den Vorfall zum Anlass, sich von dem „Mann ohne Ehrgeiz, ohne Streben, ohne Ziele“ scheiden zu lassen. Der „Skandal“ einer zweiten Scheidung tangiert sie nicht. Thomas kann sie nicht umstimmen. Herr Permaneder willigt in die Scheidung ein und gibt Tonys Mitgift zurück, ein Akt der Fairness, den man ihm nicht zugetraut hatte.

### Siebter Teil
1861 wird Hanno, Thomas’ und Gerdas Sohn, geboren. Er erhält die Namen Justus Johann Kaspar. Die Taufe findet im Haus von Thomas Buddenbrook statt. Einer der beiden Taufpaten ist der regierende Bürgermeister. Eingefädelt wurde die Patenschaft von Konsul Thomas Buddenbrook und Tony Permaneder. „Es ist ein Ereignis, ein Sieg!“ – Als letzter Gratulant erscheint der Speicherarbeiter Grobleben, der im Nebenverdienst die Stiefel von Thomas’ Familie putzt. Seine improvisierten Worte geraten dem unbeholfenen Mann wider Willen zu einer Art Grabrede. Thomas Buddenbrook springt ein und verhilft Grobleben zu einem glimpflichen Abgang.
Christian Buddenbrook ist jetzt 33 Jahre alt, wirkt jedoch schon deutlich gealtert. Seine hypochondrischen Klagen muten wahnhaft an. In Hamburg hatte er die Firma, in die er als Teilhaber eingetreten war, nach dem Tod seines Geschäftspartners gegen den Rat seines Bruders als alleiniger Inhaber weitergeführt und steht nun vor einem finanziellen Desaster. Bethsy Buddenbrook, seine Mutter, zahlt ihm einen weiteren Vorschuss von 5.000 Talern (15.000 Mark) auf sein Erbe aus. So kann Christian seine Schulden begleichen und einen Bankrott vermeiden. Er will demnächst nach London wechseln und dort eine Stelle annehmen. Mit Aline Puvogel, der Statistin vom Tivoli, hat er inzwischen eine uneheliche Tochter, für die er Alimente zahlen muss; Thomas ist allerdings der Meinung, das Kind sei Christian nur untergeschoben worden.
Thomas Buddenbrook wird zum Senator in seiner Vaterstadt gewählt. Nur knapp kann er seinen Konkurrenten Hermann Hagenström ausstechen, jenen Hermann Hagenström, dem in gemeinsamen Kindertagen Tony einen Kuss verweigert hatte. Hagenströms gehören mittlerweile zu den „fünf oder sechs herrschenden Familien“ der Stadt.
1863 floriert die Firma wie zu Zeiten von Johann Buddenbrook d. Ä. Doch Thomas spürt „ein Nachlassen seiner Spannkraft, eine raschere Abnützbarkeit.“ In dem Wunsch nach „einer radikalen Änderung“, „nach Ausscheidung alles Alten und Überflüssigen“ lässt sich Thomas ein neues, prächtiges Haus bauen, das 1864 bezogen wird.
Christian telegrafiert aus London und äußert die Absicht, Aline Puvogel zu heiraten, was von seiner Mutter „aufs strengste zurückgewiesen“ wird.
Die körperliche Entwicklung des kleinen Hanno, des künftigen Chefs der Firma Buddenbrook, geht nur langsam voran. Erst spät lernt er das Laufen und Sprechen.
Ein ungünstiger Geschäftsabschluss und ein Rededuell in städtischen Angelegenheiten, bei dem er Hermann Hagenström unterliegt, lassen Thomas Buddenbrook ahnen, dass er Glück und Erfolg nicht auf Dauer festhalten kann. Resigniert zitiert er ein türkisches Sprichwort: „Wenn das Haus fertig ist, kommt der Tod.“
Clara Buddenbrook, verheiratete Tiburtius, ist gestorben. In ihren letzten Stunden hatte sie ihre Mutter schriftlich und mit unsicherer Hand gebeten, ihr künftiges Erbe schon jetzt ihrem Mann auszuzahlen, dem Pfarrer Tiburtius. Die frömmlerische Mutter übergeht das Familienoberhaupt Thomas und kommt der Aufforderung nach, hinter der ganz offensichtlich Tiburtius steckt. Thomas ist bestürzt, als er erfährt, dass seine Mutter diesem „Wicht“ und „Erbschleicher“ 127.500 Kurantmark ausgezahlt hat. Immerhin hatte Tiburtius bereits 80.000 Mark Mitgift erhalten. Die Mutter rechtfertigt sich, Christian und Tony hätten ebenfalls zugestimmt. Dem „maroden Narren“ Christian, der zurzeit mit Gelenkrheumatismus in einem Hamburger Krankenhaus liegt, traut Thomas dies zu. Dass aber auch Tony zugestimmt haben soll, nimmt er seiner Mutter nicht ab: „Tony ist ein Kind“ und hätte es ihm ausgeplaudert.
Gegen Ende des Streites mit seiner Mutter gesteht Thomas: „Die Geschäfte gehen schlecht, sie gehen zum Verzweifeln, genau seit der Zeit, daß ich mehr als Hunderttausend auf mein Haus gewandt habe.“ 1866, im Jahr des Preußisch-österreichischen Krieges, verlieren Buddenbrooks durch den Konkurs einer Frankfurter Firma 20.000 Taler (60.000 Mark).

### Achter Teil
Tonys Tochter Erika, nunmehr 20 Jahre alt, heiratet 1867 den Direktor der Filiale einer Feuerversicherung, den knapp vierzigjährigen Hugo Weinschenk, einen selbstbewussten, ungebildeten und gesellschaftlich plumpen Mann, der es auf ein Jahreseinkommen von 12.000 Kurantmark gebracht hat. Tony darf in die Wohnung des jungen Paares mit einziehen, um ihrer im Haushalt noch unerfahrenen Tochter zur Hand gehen zu können. Die Heirat ihrer Tochter macht sie überglücklich. „Und es begann Tony Buddenbrooks dritte Ehe.“
Christian ist wieder in der Stadt. Gerda Buddenbrook, die Geigenvirtuosin, und der an Theater und Tingeltangel interessierte Christian kommen gut miteinander aus.
Das Kindermädchen Ida Jungmann berichtet Tony von Hannos sensibler Natur und schwacher Gesundheit. Er gehe nicht gern zur Schule, habe nachts Albträume und rezitiere im Schlaf Gedichte aus Des Knaben Wunderhorn. Der alte Hausarzt Dr. Grabow wisse auch keinen rechten Rat und begnüge sich mit der Diagnose pavor nocturnus.
Thomas Buddenbrook fühlt sich mit zweiundvierzig Jahren als „ermatteter Mann“. Doch kann er seine Fassade mit viel Selbstdisziplin aufrechterhalten. „Die Eleganz seines Äußeren blieb dieselbe.“

Auf Vermittlung von Tony lässt sich Thomas – entgegen den Prinzipien der Kaufleute Buddenbrook – auf ein beträchtliches Spekulationsgeschäft ein: Im Frühjahr 1868 kauft er dem in Geldnot geratenen Besitzer des mecklenburgischen Gutes Pöppenrade zum halben Preis dessen gesamte Jahresernte an Getreide noch „auf dem Halm“ ab.
Einige Monate später, am 7. Juli 1868, wird die hundertste Wiederkehr des Gründungstages (1768) der Firma Buddenbrook festlich begangen. Während der Feier erreicht Thomas Buddenbrook ein Telegramm mit der Nachricht, dass ein Hagelschlag die „Pöppenrader Ernte“ vernichtet habe.
Gerda Buddenbrook ist mit dem Organisten Pfühl befreundet. Sie streiten sich über die Musik Wagners. An den Montagnachmittagen gibt Herr Pfühl dem kleinen Hanno Musik- und Klavierunterricht. Im Gegensatz zur Schule, in der es ihm schwerfällt, sich zu konzentrieren, zeigt Hanno hier eine mühelose Auffassung, „denn man bestätigte ihm nur, was er eigentlich von jeher schon gewußt hatte.“ An seinem achten Geburtstag spielt Hanno, von seiner Mutter auf der Violine begleitet, der versammelten Familie eine kleine eigene Phantasie vor. Tante Tony schließt ihn in die Arme und ruft: „Er wird ein Mozart“, allerdings hat sie von der vorgetragenen Musik nicht das Geringste verstanden. Als sich Thomas bei Gerda beklagt, dass die Musik ihn seinem Sohn entfremde, wirft diese ihm vor, dass es Thomas am notwendigen Verständnis für die Kunst der Musik fehle.

Hanno ist eng befreundet mit dem gleichaltrigen Kai Graf Mölln. Eines Tages allein im Wohnzimmer, blättert Hanno in der Familienchronik und liest „das ganze genealogische Gewimmel.“ Einer Intuition folgend, zieht er unter seinen Namen mit dem Lineal einen doppelten Schlussstrich. Seinem Vater, der ihn zur Rede stellt, antwortet er: „Ich glaubte … ich glaubte … es käme nichts mehr!“
Weinschenk, Tonys Schwiegersohn, hat mit betrügerischen Rückversicherungen mehrfach andere Versicherungsgesellschaften geschädigt. Tony ist entsetzt, als sie dies erfährt, vor allem, als sich herausstellt, dass ausgerechnet Moritz Hagenström, der Bruder von Hermann Hagenström, Staatsanwalt bei dem Prozess ist. Sie unterstellt ihm eine besonders harte Verfolgung des Falls und kann nicht verstehen, dass man „einen von uns“ (d. h. aus einer angesehenen Familie) ins Gefängnis stecken kann. Weinschenk wird zu dreieinhalb Jahren Gefängnis verurteilt.
Ausführlich wird ein Weihnachtsfest im Hause Buddenbrook inklusive Gebräuche und Speisenfolge beschrieben, bei dem insbesondere Geschenke für den kleinen Hanno – ein Puppentheater und ein Harmonium – im Vordergrund stehen.

### Neunter Teil
Im Herbst 1871 stirbt nach langem Krankenlager und zähem Todeskampf Elisabeth („Bethsy“) Buddenbrook, die ehemalige Weltdame, die ihre letzten Jahre mit Frömmigkeit und Wohltätigkeit ausgefüllt hatte, an Pneumonie. Die weiblichen Hausangestellten tragen sogleich Wäschekörbe voll Kleider und Leinenzeug aus dem Haus, Dinge, die ihnen die Tote angeblich versprochen habe. Danach teilen die Familienmitglieder den Hausrat der Verstorbenen unter sich auf.
Zur Verwunderung seiner Geschwister beansprucht der Junggeselle Christian einen großen Teil der Wäsche und des Geschirrs für sich, denn er wolle die Mutter seiner Tochter, Aline Puvogel, Statistin vom Tivoli, heiraten. Seine Mutter hatte ihm dies zeitlebens verwehrt. Jetzt verwehrt es ihm Thomas, das neue Familienoberhaupt. Blass und vor Zorn zitternd, wirft er Christian vor, er sei nicht mehr sein eigener Herr. Der Tag der Testamentseröffnung werde ihm zeigen, dass er das Erbe seiner Mutter nicht verlottern könne: „Ich werde den Rest deines Vermögens verwalten, und du wirst nie mehr als ein Monatsgeld in die Hände bekommen.“
Christian will überdies die beiden Kinder, die Aline Puvogel vor der gemeinsamen Tochter geboren hatte, adoptieren und sein eigenes Kind legitimieren. Thomas Buddenbrook: „So daß also dein Vermögen nach deinem Tode an jene Leute überginge?“ „Ja“, antwortete Christian, „das gehört sich doch so.“ Thomas verbietet ihm auch das. Diesmal leistet Christian jedoch heftigen Widerstand, und es kommt zu einem erbitterten Streit, in dessen Folge Thomas droht: „Du wirst es nicht tun […] Ich lasse dich für kindisch erklären, ich lasse dich einsperren, ich mache dich zunichte.“
Das Haus in der Mengstraße wird zu Beginn des Jahres 1872 für 87.000 Mark verkauft, zu Tonys Beschämung ausgerechnet an Hermann Hagenström. Christian mietet für sich und die Seinen eine bescheidene Dreizimmerwohnung, „eine Garçonwohnung“ in der Nähe des Klubs. Tony zieht mit Tochter Erika und Enkelin Elisabeth in ein helles und „nicht ohne Anspruch auf Vornehmheit eingerichtetes Stockwerk am Lindenplatze. Es war eine hübsche kleine Wohnung und an der Eingangstür stand auf einem blanken Kupferschild in zierlicher Schrift zu lesen: A. Permaneder-Buddenbrook, Witwe.“

### Zehnter Teil
Der 46-jährige Thomas Buddenbrook fühlt sich „unaussprechlich müde und verdrossen“. Ausgehöhlt spielt er in seiner eleganten Garderobe und mit seinem verbindlichen Auftreten wie ein Schauspieler sich selbst. An der Börse, so wird hinter seinem Rücken gespottet, wirkt er „nur noch dekorativ“. Rechnet er den Grundbesitz mit ein, so beträgt sein Vermögen 600.000 Mark.
Von Hanno, der inzwischen elf Jahre alt geworden ist, erhofft sich Thomas einen „tüchtigen und wetterfesten“ Nachfolger. Er lässt ihn turnen, Schlittschuh laufen und schwimmen. Im Hafen zeigt er ihm die Entladearbeiten auf den firmeneigenen Schiffen. Auch zu gesellschaftlichen Visiten in Häusern, denen er geschäftlich verpflichtet ist, nimmt er Hanno mit. Doch der Sohn durchschaut die gesellschaftliche Versiertheit des Vaters und erkennt, welche Anstrengung diese Selbstdarstellung kostet.
Hanno ist oft mit seinem Freund Kai zusammen. Der erzählt ihm geheimnisvolle Geschichten, deren seltsamste Augenblicke Hanno mit süßen Akkordfolgen auf dem Harmonium begleitet. Die Sommerferien verbringt Hanno gewöhnlich an der See, fernab von allen Widrigkeiten der Schule. Dann ist er ganz glücklich in friedlicher und kummerloser Abgeschiedenheit.
1873 wird Hugo Weinschenk, Tonys Schwiegersohn, vorzeitig aus der Haft entlassen. Da er in der Stadt gesellschaftlich nicht mehr tragbar ist, erwarten Tony und ihre Tochter insgeheim die Trennung. Nach einigen Tagen reist Weinschenk nach London, seine Gattin Erika und ihre gemeinsame Tochter will er erst zu sich nehmen, wenn er ihnen wieder ein angemessenes Leben bieten kann. Ab da verliert sich seine Spur. Tony gibt einige Male eine Suchannonce auf, um eine Scheidungsklage ihrer Tochter wegen böswilligen Verlassens zu ermöglichen.
Gerda Buddenbrook, so vermutet man in der Stadt, und das befürchtet auch ihr Gatte, hat ein Verhältnis mit dem Leutnant René Maria von Trotha. Er verkehrt bei Buddenbrooks und musiziert mit Gerda im Salon, abgeschlossen von den übrigen Bewohnern und Hausangestellten. Qualvoll werden für Thomas Buddenbrook die Pausen, in denen die Musik „so lange, lange“ schweigt. Doch Gerda mit ihrer „nervösen Kälte, in der sie lebte und die sie ausströmte“ zur Rede zu stellen, wagt er nicht. Als sich Hanno und sein Vater vor der Tür des Salons begegnen, in dem Gerda und der Leutnant sich bereits seit Stunden aufhalten, und die Musik wieder einmal für längere Zeit schweigt, ist für wenige Sekunden die sonstige Fremdheit zwischen ihnen aufgehoben. Der sensible Hanno begreift die geheime Eifersucht seines Vaters.
Thomas Buddenbrook hat das 48. Lebensjahr hinter sich. Sein schlechtes körperliches Befinden und seine gedrückte Stimmung lassen Todesahnung aufkommen. „Halb gesucht, halb zufällig“ gerät Schopenhauers Hauptwerk in seine Hände, Die Welt als Wille und Vorstellung. Das Kapitel „Über den Tod und sein Verhältnis zur Unzerstörbarkeit unseres Wesens an sich“ enthüllt ihm „eine ewige Fernsicht von Licht.“ Der Tod erscheint ihm jetzt als „die Rückkunft von einem unsäglich peinlichen Irrgang“. Thomas Buddenbrook setzt sein Testament auf.
Im September 1874 fährt Thomas auf ärztlichen Rat für einige Wochen zur Erholung an die Ostsee. Christian schließt sich ihm aus freien Stücken an. Es kommt zu einer stillschweigenden Aussöhnung der Brüder. Die Monotonie des Meeres, der mystische und lähmende Fatalismus, mit dem sich die Wogen heranwälzen, lösen bei Thomas ein tiefes Bedürfnis nach Ruhe aus.
Vier Monate später muss Thomas bei Zahnarzt Brecht Hilfe suchen. Die Zahnextraktion ohne Betäubung missglückt. Auf dem Heimweg erleidet Thomas einen Ohnmachtsanfall, stürzt und schlägt mit dem Gesicht auf das Straßenpflaster. Nach kurzem Krankenlager stirbt er, ohne wieder zu sich gekommen zu sein. Anna, seine Jugendliebe, wird auf ihren Wunsch in den Salon eingelassen, in dem er aufgebahrt liegt. In einem vierspännigen Leichenwagen, gefolgt von einer langen Reihe Kutschen und Wagen, wird Senator Buddenbrook in feierlichem Pomp zum Friedhof gefahren und im Familiengrab beigesetzt.

### Elfter Teil
Hanno ist von seinem Vater nicht als Firmenerbe bestimmt worden. Firma und Grundbesitz sollen binnen eines Jahres von Kistenmaker, dem Testamentsvollstrecker und ehemaligen Schulkameraden von Thomas, verkauft werden. Auf dem Papier hatte Thomas ein Vermögen von 650.000 Mark als Vermächtnis angegeben. Nach einem Jahr stellt sich heraus, „daß mit dieser Summe nicht im entferntesten zu rechnen war“. Kistenmaker hat mit der Auflösung des Nachlasses keine glückliche Hand. Die Verluste sprechen sich herum: Mehrere Handwerker und Lieferanten drängen bei Gerda auf rasche Bezahlung ihrer Rechnungen, weil sie befürchten, ihr Geld nicht mehr zu bekommen.
Christian, dessen mütterliches Erbe ebenfalls von Kistenmaker verwaltet wird, heiratet Aline Puvogel, als durch den Tod von Mutter und Bruder deren Veto kein Hindernis mehr ist. Tony schreibt Aline Puvogel „mit sorgfältig vergifteten Worten“, dass sie weder sie noch ihre Kinder jemals als Verwandte anerkennen werde. Seiner Wahnideen und Zwangsvorstellungen wegen lässt Aline Christian gegen seinen Willen in eine psychiatrische Anstalt einweisen und kann so „unbeschadet der praktischen und ideellen Vorteile, die sie der Heirat verdankte“, ihr bisheriges unabhängiges Leben fortsetzen.
Gerda Buddenbrook lässt das große Haus, das Thomas hat bauen lassen, von Kistenmaker mit Verlust verkaufen, weil sie den Unterhalt nicht mehr finanzieren kann, und erwirbt stattdessen im Herbst 1876 eine kleine Villa vor dem Burgtor. Sie entlässt das altgediente Kindermädchen Ida Jungmann, die zu ihr nie ein besonders gutes Verhältnis gehabt und in letzter Zeit öfter ihre Befugnisse überschritten hat.
Als der inzwischen sechzehnjährige Hanno seine Mutter einmal in die Oper Lohengrin begleiten darf, fühlt er sich von der Musik wie berauscht. Doch schon am nächsten Tag hat er wieder Schule, wo er verspätet und unvorbereitet erscheint. Die Unterrichtsstunden in Religion, Latein, Chemie, Englisch und Erdkunde verlaufen deshalb, aber auch wegen diverser Unzulänglichkeiten der Lehrer und unglücklicher Zufälle für Hanno sehr unvorteilhaft. Am Ende des Tages erfolgt die endgültige Entscheidung, dass er nicht in die nächste Klasse versetzt werden soll. Deprimiert sieht Hanno für sich keine Zukunft mehr, auch nicht als Musiker: „Ich kann beinahe nichts, ich kann nur ein bißchen phantasieren […] Ich kann nichts wollen. Ich will nicht einmal berühmt werden. Ich habe Angst davor, genau, als wäre ein Unrecht dabei.“
Im Frühjahr 1877 stirbt Hanno an Typhus. In seiner fiebrigen Benommenheit verschließt er sich der „Stimme des Lebens“. Sein fehlender Lebenswille lässt ihn Zuflucht nehmen „auf dem Weg, der sich ihm zum Entrinnen eröffnet hat.“ Im Herbst des gleichen Jahres verabschiedet sich Gerda Buddenbrook von Lübeck und kehrt zu ihrem Vater nach Amsterdam zurück.
Die theologisch-eschatologische Diskussion um die Existenz eines Lebens nach dem Tod, die Tony Buddenbrook am Ende des Romans zweifelnd anstößt und dabei die Theodizee-Frage stellt, schließt den Kreis zur ersten Szene des Romans, wo Tony Buddenbrook als kleines Mädchen die traditionelle christliche Schöpfungstheologie („Ich glaube, daß mich Gott geschaffen hat samt allen Kreaturen“) aufsagt. Anfang und Ende der Welt werden so vom Autor in Beziehung zu Aufstieg und Fall der Buddenbrooks gesetzt. Die abschließend von Sesemi Weichbrodt postulierte Sinnhaftigkeit und Gerechtigkeit der Welt scheint vom Autor leicht ironisierend in Frage gestellt zu werden.

## Zum Stil

### Montagetechnik
Thomas Mann verstand sich als naturalistischer Schriftsteller. Mit der für ihn charakteristischen Montagetechnik baute er fremdes Material wie Begebenheiten existierender Personen, Ereignisse der Zeitgeschichte, Dokumente und Lexikonartikel in den Roman ein. Der literarische Text erhielt damit Authentizität. Lübecker Bürger und Verwandte Thomas Manns konnten sich in Buddenbrooks wiedererkennen.

### Leitmotivik und Ironie
Charakteristisch für Thomas Mann ist sein permanentes Spiel mit Leitmotiven.
„Das Motiv, das Selbstzitat, die symbolische Formel, die wörtliche und bedeutsame Rückbeziehung über weite Strecken hin, - das waren epische Mittel nach meinem Empfinden, bezaubernd für mich eben als solche; und früh habe ich bekannt, daß Wagners Werke so stimulierend wie sonst nichts in der Welt auf meinen jungen Kunsttrieb wirkten. […] Wirklich ist es nicht schwer, in meinen ´Buddenbrooks´, diesem epischen, von Leitmotiven verknüpften und durchwobenen Generationszuge, vom Geist des Nibelungenringes einen Hauch zu verspüren.“
Fast allen Romanfiguren werden typische Attribute, Gesten oder Redewendungen zugeordnet. Einerseits hilft diese Technik dem Leser, sich zu erinnern. Andererseits können solche Formeln, hat man ihre Symbolik erkannt, vorausdeuten, bzw. frühere Stimmungen erneut anklingen lassen. Damit verdeutlichen sie übergreifende Zusammenhänge und stellen ein Beziehungssystem innerhalb des Werkes her. Vor allem aber helfen sie mit, das stereotype Verhalten bestimmter Figuren zu ironisieren. So zitiert beispielsweise Tony Buddenbrook – immer wenn sie sich gesprächsweise über das „Naturprodukt“ Honig äußert – eine Bemerkung des Medizinstudenten Morten Schwarzkopf. Die erinnernde Wiederholung zeigt, dass sie nach zwei unglücklichen Ehen und Scheidungen ihre unerfüllte Jugendliebe immer noch nicht vergessen hat, und ironisiert zugleich ihren unerschütterlichen Glauben an Mortens naturwissenschaftliche Kompetenz und ihren Stolz auf ihr naiv reproduziertes Wissen.
Seinen Welterfolg verdankt der Roman nicht zuletzt dieser wohlwollenden Ironie. Sie läuft auf ein distanziertes Geltenlassen hinaus – und damit letztlich auf Objektivität, denn sie impliziert immer auch die Kehrseite des Gesagten. Solche Doppeldeutigkeit ist ein durchgängiges Stilmittel im Gesamtwerk Thomas Manns. Diese wohlwollende Ironie des Geltenlassens hatte Mann bei Theodor Fontane kennengelernt. Sie durchzieht Fontanes Werk ebenso wie Manns und erfüllt etwa im Stechlin die Aufgabe, eine dezidierte politische Botschaft in die gemütvolle, spöttisch-großmütige Causerie des alten Herrn von Stechlin einzuwickeln. Mitunter zeigt sich Thomas Manns Ironie erst im Nachhinein: Eine stehende Redewendung Sesemi Weichbrodts, der Vorsteherin eines Mädchenpensionats, sind ihre bei Geburtsfeiern, Hochzeiten oder ähnlichen Anlässen geäußerten Worte: „Sei glöcklich, du gutes Kend.“ Dazu gibt es einen „knallenden Kuss“ auf die Stirn. Wie sich im weiteren Verlauf der Handlung erweist, werden die so ermutigten Adressaten allerdings regelmäßig unglücklich.

### Sprachliche Polyphonie
Der künstlerische Wagemut des jungen Autors (Thomas Mann hat den Roman als 25-Jähriger abgeschlossen) lässt ihn Sprachen, Dialekte, Mundarten, Jargons und andere sprachliche Besonderheiten virtuos miteinander verflechten.
„Je, den Düwel ook, c’est la question, ma très chère demoiselle!“ So lautet der zweite Satz des Romans, eine Mischung aus niederdeutscher Mundart und französischer Sprachfloskel. Sie leitet die „sprachliche Orchestrierung“ ein.
An Fremdsprachen kommen das Französische, Englische, Italienische zu Wort. Die Kinderfrau der Familie Buddenbrook, Ida Jungmann, steuert außer ihrer preußischen Mundart etwas Polnisch (in Thomas Manns eigentümlicher und uneinheitlich eingedeutschter Schreibweise) bei. Latein bringen der Segenswunsch über dem Portal „Dominus providebit“ sowie die schulische Ovid-Lektüre Hannos unter dem gefürchteten Dr. Mantelsack.
Thomas Mann beherrschte außer dem Hochdeutschen auch die heimatliche Mundart der Lübecker, das örtliche Niederdeutsch, eine Sprache, die im Mittelalter die „lingua franca“ der Hanse gewesen war und im 19. Jahrhundert am Ort nicht nur von einfachen Leuten gesprochen wurde. Aber auch baltische, westpreußische, schlesische, schwäbische und bayrische Spracheigentümlichkeiten werden eingebunden. Dazu kommt die individuelle Diktion der Romanfiguren, z. B. Christian Buddenbrooks hypochondrische Floskel: „Ich kann es nun nicht mehr“. Zur Sprachpalette gehört auch der Berufsjargon von Hannos Lehrern.

## Figuren des Romans
Grundsätzlich gilt, was Thomas Mann selbst über seine Figurenzeichnung gesagt hat: Eigentümlichkeiten und Charaktereigenschaften real existierender Personen wurden von ihm zwar erkennbar verwendet, aber dichterisch so bearbeitet, kombiniert und verwandelt, dass sich jeder unmittelbare Rückschluss von Romanfigur auf historisches Vorbild verbietet.

### Johann Buddenbrook der Ältere

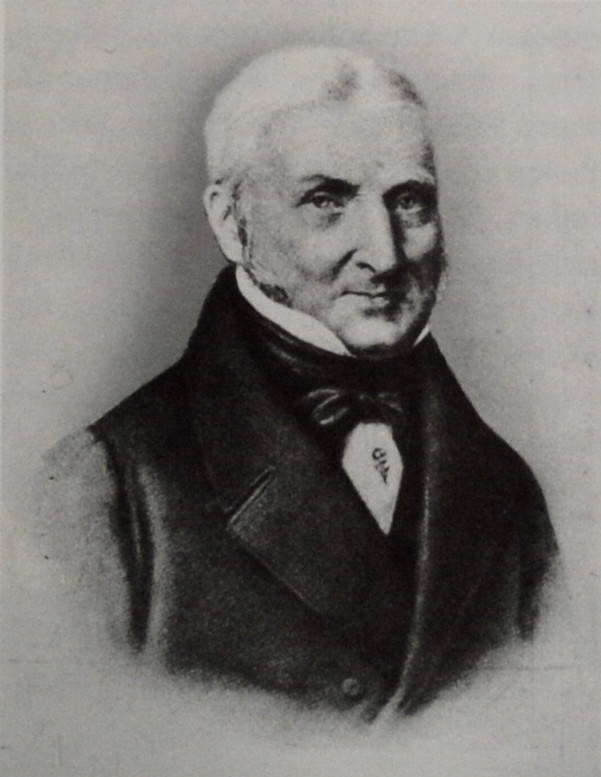
Johann Siegmund Mann (1761–1848), der Urgroßvater Thomas Manns; im Roman Johann Buddenbrook

Johann Buddenbrook der Ältere (1765–1842) hat während der Befreiungskriege als Getreidegroßhändler und preußischer Heereslieferant den Grundstock des Buddenbrookschen Vermögens gelegt. Seine erste Frau Josephine, „die Tochter eines Bremer Kaufmannes“, die er „in rührender Weise geliebt haben“ muss und der er das schönste Jahr seines Lebens verdankt („L’année la plus heureuse de ma vie“), starb bei der Geburt seines Sohnes Gotthold (1796). Er hat dem Sohn diesen „Mord der Mutter“ nie verziehen.
In zweiter Ehe ist Johann Buddenbrook „mit Antoinette Duchamps, dem Kinde einer reichen und hochangesehenen Hamburger Familie, vermählt“. Beide leben „respektvoll und aufmerksam […] nebeneinander“ und haben eine Tochter und einen Sohn, Johann (Jean) Buddenbrook, der, obwohl nicht der Erstgeborene, die Firma erbt, nachdem sein Halbbruder Gotthold in leidenschaftlicher Liebe zu einer gewissen „Mamsell Stüwing inflammiert“ war und mit ihr, des Vaters „strengem Verbot zum Trotz, [eine] Mesalliance einging“.
Johann Buddenbrook ist von nüchterner Sachlichkeit und unerschütterlichem Selbstvertrauen, bodenständig und weltläufig zugleich – er spricht sowohl plattdeutsch als auch fließend französisch, im Zorn gelegentlich auch gern beides gleichzeitig. Außerdem kann er (von seiner Schwiegertochter „auf dem Harmonium begleitet“) „die Flöte blasen“, eine Begabung, die er nicht weitervererbt hat. Weltanschaulich tendiert er zur Philosophie der Aufklärung und hält spöttische Distanz zur Religion. Allerdings legt er auch Wert auf klassische Bildung und hält nicht viel davon, dass die junge Generation nur noch Bergwerke und Geldverdienen im Sinn hat, andererseits kann er auch den Idealen der Romantik mit ihrer Naturschwärmerei nicht viel abgewinnen: Als sein Sohn Jean sich gegen den Plan des Vaters wehrt, den verwilderten Garten in Ordnung bringen zu lassen, weil ihm die freie Natur lieber sei, ist Johann amüsiert.
Als literarische Vorlage in Thomas Manns Familie wird Johann Siegmund Mann I, der Gründer der Firma Mann, gesehen (s. Abb.). Von ihm stammt der Wahlspruch der Kaufleute im Roman: „Mein Sohn, sey mit Lust bey den Geschäften am Tage, aber mache nur solche, daß wir bey Nacht ruhig schlafen können“. Er wurde 87 Jahre alt und starb, so Viktor Mann, „im Revolutionsmärz 1848, wie man erzählt, an einem Schlaganfall, den ihm, dem lübischen Großbürger und Republikaner, seine kochende Wut über die harmlos randalierende ‚Canaille‘ eingetragen hatte“.

### Konsul Johann (Jean) Buddenbrook (ca. 1800–1855)

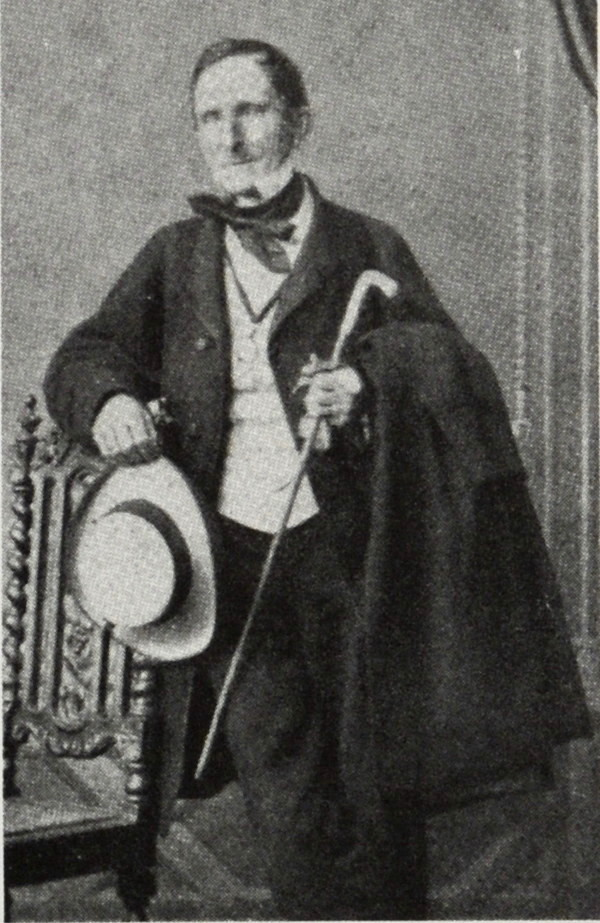
Thomas Manns Großvater Johann Siegmund Mann jun. (1797–1863), im Roman Jean Buddenbrook

Johann (Jean) Buddenbrook (ca. 1800–1855) ist der Sohn aus der zweiten Ehe Johann Buddenbrooks des Älteren mit Antoinette Duchamps. Jean Buddenbrook hat die „tief liegenden, blauen und aufmerksamen Augen seines Vaters“, aber ihr Ausdruck ist träumerischer. Die Geschäfte der Firma setzt er nach dem Tod des alten Buddenbrook erfolgreich fort, wie sich nach seinem Tod erweist, obwohl er „nach Kaufmannsart beständig geklagt hatte“. Jean Buddenbrook bekleidet das Amt des Königlich-Niederländischen Konsuls. Im Gegensatz zu seinem Vater verfällt Jean einer religiösen Schwärmerei. Trotzdem ist er in der Stadt eine Autorität, auch sein Geschäftssinn wird von der Religiosität nicht beeinträchtigt.
Konsul Johann Siegmund Mann jun. (1797–1863) diente als Vorlage für Jean Buddenbrook. Er war der eigentliche Chronist der Familie Mann, schrieb das vom Großvater, dem ältesten Mann, geerbte Chronikheft in der erblichen „Bibel“ ab und ergänzte sie durch Skizzen aus dem Leben von Johann Siegmund Mann sen. Auch Johann Siegmund Mann verlor seine erste Frau bei der Geburt des Sohnes und legte die Geschäfte in die Hände seines Sohnes aus zweiter Ehe.
Johann Siegmund Mann jun. wurde „successive“ in verschiedene Ämter seiner Heimatstadt gewählt und hätte wahrscheinlich noch mehr politische Erfolge eingebracht, wenn nicht ein Konkurrent, Johann Fehling, ihm geschadet hätte. Die Familie Hagenström des Romans heißt in den ersten Entwürfen noch Fehling, Johann Fehlings Kinder hießen wirklich Julchen und Hermann.

### Senator Thomas Buddenbrook (1826–1875)

Thomas Manns Vater Thomas Johann Heinrich Mann, im Roman Thomas Buddenbrook

Thomas Buddenbrook, dessen Vater, Großvater und Urgroßvater schon in der Stadt gewirkt hatten, „war der Träger eines hundertjährigen Bürgerruhmes. Die leichte, geschmackvolle und bezwingend liebenswürdige Art freilich, in der er ihn repräsentierte und verwertete, war wohl das Wichtigste.“
In der Stadt munkelte man: „Ein bißchen prätentiös, dieser Thomas Buddenbrook, ein bißchen … anders: anders auch als seine Vorfahren. Man wußte, besonders der Tuchhändler Benthien wußte es, daß er nicht nur seine sämtlichen feinen und neumodischen Kleidungsstücke – und er besaß deren ungewöhnlich viele: Pardessus, Röcke, Hüte, Westen, Beinkleider und Krawatten – ja auch seine Wäsche aus Hamburg bezog. Man wußte sogar, daß er tagtäglich, manchmal zweimal am Tag das Hemd wechselte und sich das Taschentuch und den à la Napoleon III. ausgezogenen Schnurrbart parfümierte. Und das alles tat er nicht der Firma und der Repräsentation zuliebe – das Haus ‚Johann Buddenbrook‘ hatte das nicht nötig –, sondern aus einer persönlichen Neigung zum Superfeinen und Aristokratischen.“
Thomas Mann hat dem jungen Firmenchef Thomas Buddenbrook Züge des Dandy mitgegeben.

### Tony (Antonie) Buddenbrook, geschiedene Grünlich, geschiedene Permaneder (geb. 1827)
Antonie Buddenbrook genannt Tony, ist die erste Tochter von Jean und Elisabeth Buddenbrook, Schwester von Thomas, Christian und Clara, die Mutter Erika Weinschenks (geb. Grünlich) und Großmutter Elisabeth Weinschenks.
Antonie Buddenbrook bleibt ein Leben lang sie selbst: kindlich naiv und unerschütterlich in ihrem Familiensinn. Als Kind ist sie vom luxuriösen Lebensstil der Großeltern, der den elterlichen in den Schatten stellt, tief beeindruckt. Vornehm wird eines ihrer Lieblingsworte und bis ins Alter hat sie eine Vorliebe für Atlasschleifen, die schon ihre Bettdecke im Haus der Großeltern zierten. In Lübeck grüßen Erwachsene die kleine Tony, das Kind aus der Familie Buddenbrook. „Sie ging in der Stadt wie eine kleine Königin umher.“ Tony ist sehr davon eingenommen, Mitglied einer angesehenen Familie zu sein. Trotz des offenkundigen familiären Niedergangs und trotz ihres eigenen Lebens, das mit zwei Scheidungen nicht gerade zum Ruhm der Familie beiträgt, ist sie weiterhin von Stolz auf ihre Herkunft erfüllt, nur der Adel erscheint ihr noch edler. Rückschläge erklärt sie gerne mit Intrigen anderer, z. B. der verhassten Familie Hagenström. Als sich Gerda Buddenbrook am Ende des Romans verabschiedet, um nach Amsterdam zurückzukehren, übernimmt Tony von ihr die früher vom Familienoberhaupt verwahrten und weitergeführten „Familienpapiere“ mit Aufzeichnungen zur Geschichte der Buddenbrooks.

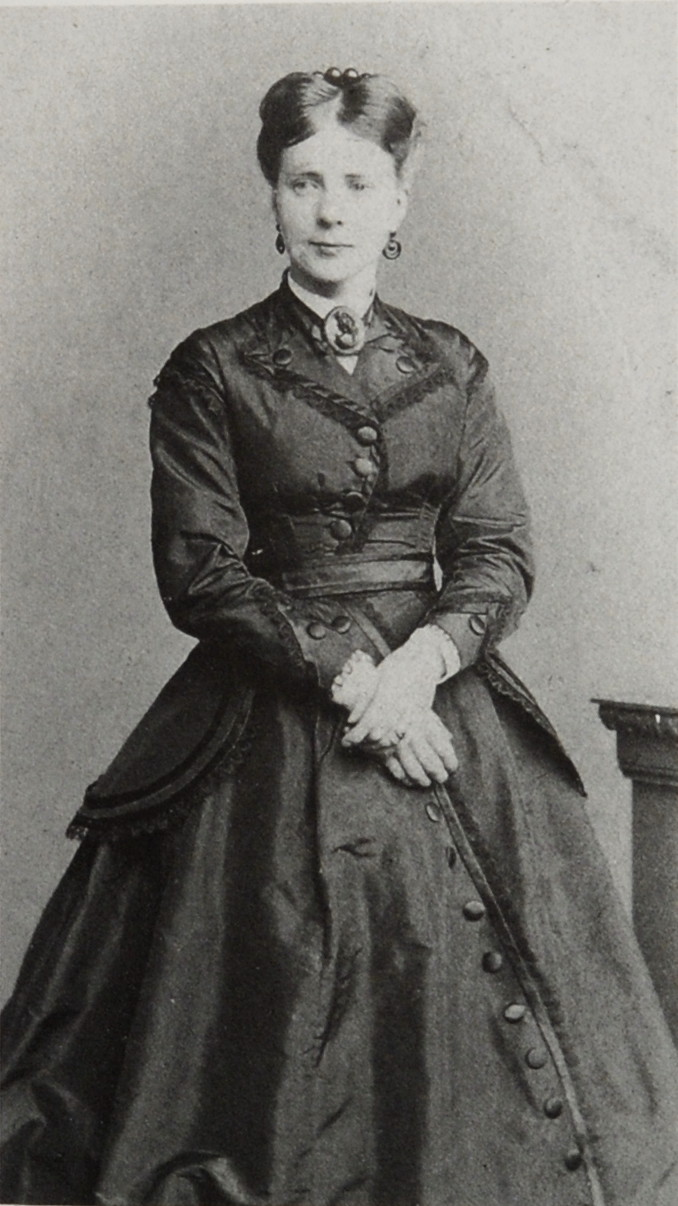
Elisabeth Mann um 1870, im Roman Tony Buddenbrook

Über die 47-jährige Tony heißt es: „Alles, jedes Glück und jeden Kummer, hatte sie in einer Flut von banalen und kindisch wichtigen Worten, die ihrem Mitteilungsbedürfnis vollkommen genügten, wieder von sich gegeben. […] Nichts Unausgesprochnes zehrte an ihr; kein stummes Erlebnis belastete sie. Und darum hatte sie auch gar nichts an ihrer Vergangenheit zu tragen.“ Gleichzeitig versteht Tony es trotz allem Pathos auch, sich widerstandsfähig einer neuen Situation anzupassen und ihre Ansprüche trotz aller Fehlschläge aufrechtzuerhalten: Der gesellschaftlichen Missachtung als geschiedene Frau begegnet sie mit desto größerer Arroganz und auch ihre letzte, kleine Wohnung wird, so gut es eben geht, „vornehm“ eingerichtet.
Seine Tante Elisabeth Amalie Hyppolita Mann, geschiedene Elfeld, geschiedene Haag (1838–1927), diente Thomas Mann als Vorlage für Tony Buddenbrook. Auf Thomas’ Bitte schrieb seine Schwester Julia Mann 1897 einen umfangreichen Bericht über Tante Elisabeth. Viele Details aus dieser Schilderung sind wörtlich in den Roman übernommen worden (die Kinderstreiche, der „Hang zum Luxus“, die Anekdote mit der Specksuppe), obwohl Julia ihren Bruder um Diskretion gebeten hatte, da die beteiligten Personen noch lebten. Wie ihr literarisches Abbild war auch Elisabeth Mann zweimal verheiratet. Zur ersten Ehe wurde sie ebenfalls von den Eltern gedrängt, und ihr Ehemann ging bankrott. Elisabeth Mann war anfangs – laut Viktor Mann – ob der Indiskretion des Romans „indigniert“, begegnete ihrem Schicksal aber dann „mit Humor und schließlich mit Stolz“, nachdem sie in der Familie nur noch Tony genannt wurde.
Der Roman beginnt mit den Worten der kleinen Tony, die aus dem Katechismus rezitiert. In der Schluss-Szene ist sie ebenfalls anwesend – das letzte Wort hat jedoch die steinalte Therese Weichbrodt. Tony wird Zeitzeugin für vier Generationen der Familie Buddenbrook, bleibt aber immer ganz und gar Gegenwart. Trotzdem ist Tony nicht die heimliche Heldin des Romans. Sie wächst nicht und verändert sich nicht. Auch wenn sie sich später selbst, scheinbar resignativ, als „alte häßliche Frau“ bezeichnet, klingt es aus ihrem Mund, als spräche ein verkleidetes Kind seine Rolle auf dem Theater. Tony ist die Parodie eines absoluten Prinzips, der Zeit und dem Wechsel der Dinge enthoben: sie ist die komische Inkarnation von Schopenhauers Idee der Gattung, die dem Individuum eine Art von diesseitiger Unsterblichkeit verleiht und es in aller Unschuld ausrufen lässt: „Trotz Zeit, Tod und Verwesung sind wir noch alle beisammen!“

### Christian Buddenbrook (geb. 1828)
Christian Buddenbrook (geb. 1828, der zweite Sohn von Jean und Elisabeth Buddenbrook und Bruder von Thomas, Tony und Clara) ist die konträre Figur zu seinem älteren Bruder Thomas.
Als der 28-jährige Christian von einem mehrjährigen Auslandsaufenthalt zurückkehrt, beschreibt ihn Thomas Mann so: „Christian hatte sich durchaus nicht verschönt. Er war hager und bleich. Die Haut umspannte überall straff seinen Schädel, zwischen den Wangenknochen sprang die große, mit einem Höcker versehene Nase scharf und fleischlos hervor, und das Haupthaar war schon merklich gelichtet. Sein Hals war dünn und zu lang und seine mageren Beine zeigten eine starke Krümmung nach außen.“

Thomas Manns Onkel Friedrich Mann, das Modell für Christian Buddenbrook

Im Gegensatz zu Thomas legt Christian keinen Wert auf gesellschaftliche Konventionen. Auch Fleiß und Pflichtgefühl gehen ihm ab, immer wieder stürzt er sich begeistert in neue Unternehmungen und berufliche Pläne, doch schon nach kurzer Zeit lässt seine Motivation nach, sodass seine Vorhaben scheitern: Erst will er studieren, dann arbeitet er bei seinem Bruder im Kontor, hat schließlich eine eigene Firma, übernimmt eine Agentur für Champagner, lernt Chinesisch und „überarbeitet“ ein deutsch-englisches Wörterbuch – doch nichts davon bringt er zu Ende, sondern gibt auf, sobald der Reiz des Neuen verflogen ist oder Disziplin nötig wäre. Hoch talentiert ist Christian darin, andere Persönlichkeiten schauspielerisch zu imitieren und zu karikieren, was regelmäßig Heiterkeitsausbrüche auslöst. Diese Fähigkeit hat Christian schon als Kind. Bereits im ersten Kapitel imitiert er seinen Lehrer, den skurrilen Marcellus Stengel, so genau, dass die Gäste der Einweihungsfeier sehr amüsiert sind. Auch erzählen kann Christian „mit Verve und Farbe“. Jedoch ist er sich zuweilen durchaus bewusst, dass er in seinem Leben nach bürgerlichen Maßstäben nicht viel erreicht hat: Als sein Neffe Hanno ein Puppentheater zu Weihnachten geschenkt bekommt, ist Christian ganz fasziniert davon, ermahnt seinen Neffen aber dennoch in einem Anflug von Ernst, nicht zu viel Zeit auf solche Dinge zu verwenden. Er, Christian, habe dies zu intensiv getan und deshalb sei nichts Rechtes aus ihm geworden.
Christian wird Lebemann und verbringt seine Freizeit mit Gleichgesinnten im Club oder Theater, verkehrt in Künstlerkreisen und mit nicht standesgemäßen Damen. In der ganzen Stadt kennt man ihn nur als Krischan und lacht über seine Witze, ernst nimmt ihn niemand. Lästig wird der Familie sein Hang zur Hypochondrie und der Schilderung seiner Zönästhesien. Christian zeigt auch wenig Sinn für Loyalität und achtet nicht auf die Folgen, die sein Lebenswandel für das Ansehen der Familie und der Firma Buddenbrook haben könnte. So macht er einmal im Club die Bemerkung, eigentlich sei doch jeder Kaufmann ein Betrüger – und reagiert mit Unverständnis, als sein wütender Bruder ihm erklärt, dass solche Äußerungen (die zu allem Überfluss auch noch in Gegenwart des ärgsten Konkurrenten Hermann Hagenström gefallen sind) dem Ruf der Firma schaden.
Seinen Bruder Thomas lehnt Christian ab: „Solange ich denken kann, hast du eine solche Kälte auf mich ausströmen lassen, dass mich in deiner Gegenwart beständig gefroren hat“.
Nach dem Tod des Bruders hindert niemand mehr Christian daran, Aline Puvogel, seine langjährige Geliebte, zu heiraten (er ist überzeugt, der Vater deren unehelicher Tochter Gisela zu sein). Aline kann jedoch schon bald nach der Heirat einen Arzt dazu bewegen, Christian wegen seiner Wahnvorstellungen dauerhaft in eine Nervenklinik einzuweisen.
Friedrich Wilhelm Lebrecht Mann, in der Familie „Onkel Friedel“ genannt, ist Vorbild für Christian Buddenbrook. Klaus Mann berichtete, Onkel Friedel sei „ein neurotischer Tunichtgut“ gewesen, „der sich in der Welt herumtrieb und über eingebildete Krankheiten klagte“. Friedrich Mann hat sich am 28. Oktober 1913 gegen die seiner Meinung nach ehrabschneidende Darstellung in dem Roman in einer viel belachten Annonce im „Lübecker Generalanzeiger“ gewehrt:
„Wenn der Verfasser der ‚Buddenbrooks‘ in karikierender Weise seine allernächsten Verwandten in den Schmutz zieht und deren Lebensschicksale eklatant preisgibt, so wird jeder rechtdenkende Mensch finden, dass dieses verwerflich ist. Ein trauriger Vogel, der sein eignes Nest beschmutzt! Friedrich Mann, Hamburg.“
Christian Buddenbrook hat nicht nur Züge des schrulligen Onkels. Die Diskrepanz der ungleichen Brüder Christian und Thomas spiegelt bereits hier im Ansatz den später offen ausbrechenden Konflikt zwischen Thomas Mann und seinem Bruder und Schriftsteller-Rivalen Heinrich Mann wider. Christians Lebenswandel ähnelt dem Privatleben des jungen Heinrich Mann.
In der fiktiven Welt des Romans erkennt Thomas eigene Züge in Christians Persönlichkeit, die er an sich selbst unterdrückt. In einer Auseinandersetzung wirft Thomas Buddenbrook seinem Bruder vor: „Ich bin geworden wie ich bin,“ sagte er endlich, und seine Stimme klang bewegt, „weil ich nicht werden wollte wie du. Wenn ich dich innerlich gemieden habe, so geschah es, weil ich mich vor dir hüten muß, weil dein Sein und Wesen eine Gefahr für mich ist … ich spreche die Wahrheit.“ Aber nicht nur für Thomas Buddenbrook, auch für seinen Autor verkörpert Christian eine existentielle Bedrohung. Denn ist er auch „kein Künstler, so ist er doch der Anfang aller moralischen Sorgen, die Thomas Mann sich sein Lebtag über das Künstlerdasein gemacht hat.“

### Gerda Buddenbrook geb. Arnoldsen (geb. 1829)
Gerda lebt mit ihrem verwitweten Vater in Amsterdam. Als junges Mädchen hat sie bereits einige Zeit in Lübeck gewohnt, im gleichen Mädcheninternat wie Tony. Damals haben die Mädchen sich im Scherz darüber unterhalten, dass Gerda doch einen von Tonys Brüdern heiraten könne. Gerdas Schwester ist bereits verheiratet. Ihr Vater gilt als „der große Kaufmann und beinahe noch größere Geigenvirtuos“. Auch Gerda musiziert und ist eine begnadete Violinistin. Sie besitzt eine kostbare Stradivari. Ihre Empfänglichkeit für zeitgenössische Musik hat sie zu einer Verehrerin Wagners werden lassen.

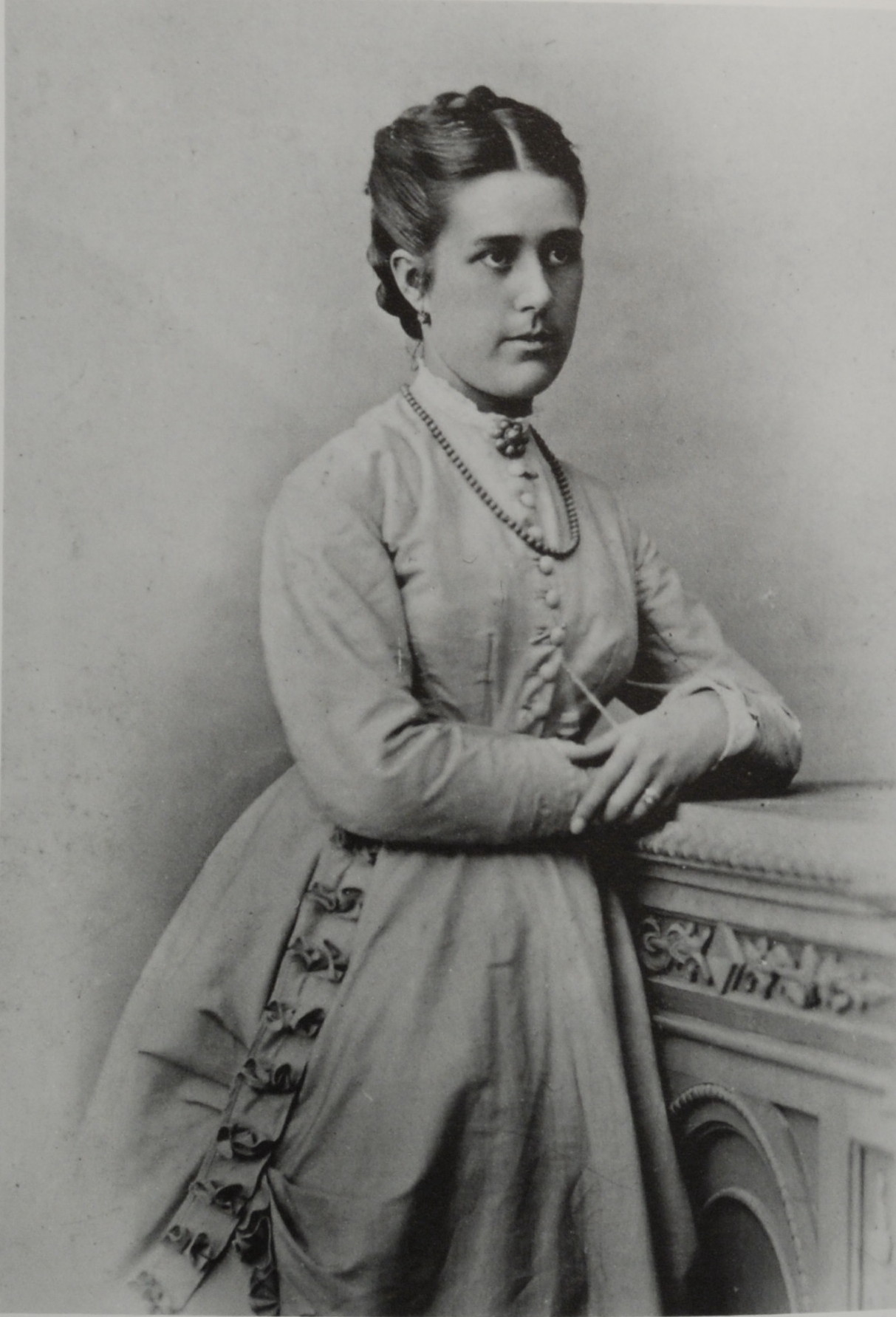
Thomas Manns Mutter Julia Mann

Thomas Buddenbrook gewinnt Gerda auf der Höhe seiner Karriere. Bis dahin hatte sie „ihren Entschluß, niemals zu heiraten, mit Festigkeit aufrechterhalten.“ Ihre Musikalität beeindruckt Thomas, auch wenn ihm Musik wesensfremd ist. Seiner Mutter schreibt er: „Diese oder keine, jetzt oder niemals!“ Darüber hinaus ist Gerda eine glänzende Partie, deren Mitgift frisches Kapital in die Firma bringt.
Ihre Schönheit macht in Lübeck Eindruck: üppig und groß gewachsen, mit schwerem, dunkelrotem Haar, die nahe beieinander liegenden braunen Augen von bläulichen Schatten umlagert. Das Gesicht ist „mattweiß und ein wenig hochmütig.“ Im Kontrast zu der Blässe und den verschatteten Augen zeigt ihr Lächeln weiße, starke Zähne. Die rätselhafte Aura, die sie umgibt, veranlasst den Makler und Kunstliebhaber Gosch, sie „Her[a]  und Aphrodite, Brünhilde und Melusine in einer Person“ zu nennen. Ihren Pflichten als Frau Senator Buddenbrook kommt sie nach, ohne darin aufzugehen.
Gerdas Musikalität kontrastiert mit dem von praktischen Fragen bestimmten Alltag in der Familie Buddenbrook. Während ihr Mann im Untergeschoss für die Firma an seinem Schreibpult arbeitet, hört er sie über sich im Musikzimmer mit Leutnant von Trotha musizieren. Thomas Buddenbrook muss hier schmerzlich eine Seelenverwandtschaft erkennen, die ihm verwehrt bleibt. Motivisch verkörpert Gerda Buddenbrook die Musik im Roman als ein weltenthobenes und destruktives Element, das frischer Tatkraft und geschäftlichem Fleiß entgegensteht und zugleich über Lebensmühen und Pflicht erhaben ist. Ihrem Sohn Hanno, dem letzten Buddenbrook, vererbt sie Musikalität und Weltabgewandtheit. Alterslos und von der Zeit unverändert, verlässt sie nach dem Tod von Ehemann Thomas und Sohn Hanno Lübeck und kehrt in ihre Heimatstadt Amsterdam zurück, als habe sich ihre Sendung erfüllt.
Gerda Buddenbrook weist Parallelen zu Thomas Manns Mutter Julia Mann auf. Beide wachsen sie mutterlos auf und verbringen einige Jahre in einem Lübecker Mädchenpensionat. Auch Julia Mann verlässt nach dem Tod ihres Mannes die enge Heimatstadt mit ihrem Standesdünkel. Mehr jedoch als an Julia Mann erinnert Gerda Arnoldsen an Gerda von Rinnlingen in der Novelle Der kleine Herr Friedemann. Dort brachte sie dem Titelhelden den Tod.

### Hanno (Justus Johann Kaspar) Buddenbrook (1861–1877)

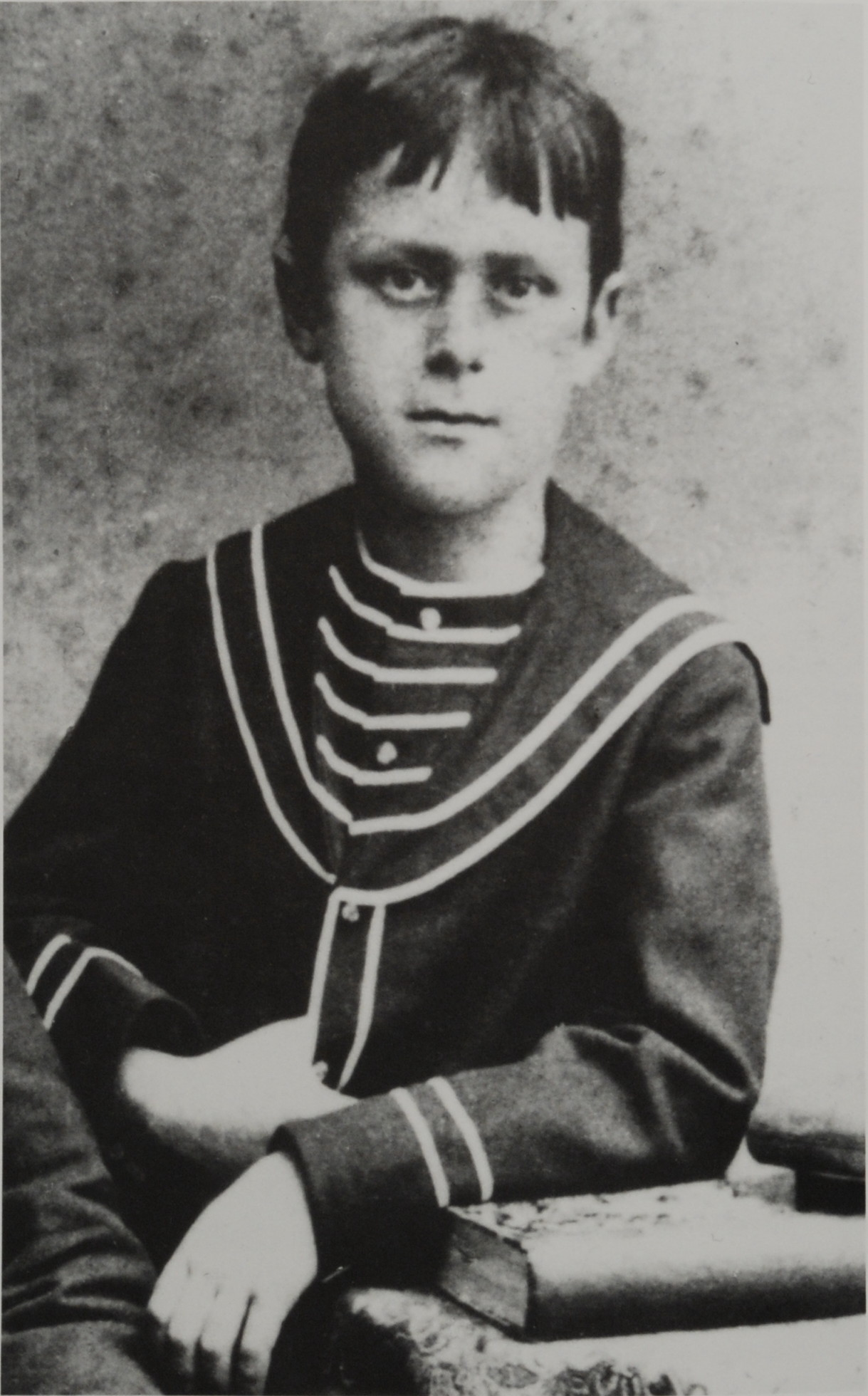
Der neunjährige Thomas Mann

Hanno ist das einzige Kind von Thomas und Gerda Buddenbrook. Thomas Mann porträtierte in ihm seine eigene Kindheit – vor allem seine Erfahrungen mit der Schule, dem Meer und der Musik. Ursprünglich waren die Buddenbrooks nur als Geschichte Hannos einschließlich seiner Vorgeschichte gedacht.
„Mit seinen langen, braunen Wimpern und seinen goldbraunen Augen stach Johann Buddenbrook auf dem Schulhof und auf der Straße trotz seines Kopenhagener Matrosenanzugs stets ein wenig fremdartig unter den hellblonden und stahlblauäugigen, skandinavischen Typen seiner Kameraden hervor. […] und noch immer lagen, wie bei seiner Mutter, die bläulichen Schatten in den Winkel seiner Augen, – dieser Augen, die, besonders wenn sie seitwärts gerichtet waren, mit einem so zagen wie ablehnenden Ausdruck dareinblickten, während sein Mund sich noch immer auf jene wehmütige Art geschlossen hielt.“
Der kleine Johann verkörpert die vierte Generation Buddenbrook, wenn man von den Vorfahren absieht, die im Roman nur erwähnt werden. Hannos Gesundheit ist immer gefährdet. Schon als Kleinkind ist seine Entwicklung verzögert. Vergleichsweise harmlose Kinderkrankheiten führen bei ihm fast zum Tod. Später hat er erhebliche Probleme mit seinen Zähnen. Psychisch ist Hanno ebenfalls wenig robust: Er leidet unter Albträumen und ist übermäßig ängstlich. Der Kontakt zu anderen Kindern fällt ihm schwer. Wird er unter Druck gesetzt, beginnt er zu weinen und zu stottern. Seine Erziehung verstärkt diese Probleme zusätzlich, z. B. hält Ida Jungmann ihn von anderen Kindern fern, und sein Vater setzt ihm durch Abfragen von Informationen über die Stadt oder die Firma Buddenbrook zu, ohne zu beachten, dass Hanno dadurch noch ängstlicher und mutloser wird.
Seinem Naturell nach hat Hanno keine Anlage zum Kaufmann, auch für eine Position in der Öffentlichkeit ist er wegen seiner Schüchternheit und Menschenscheu nicht geeignet. Als er bereits mit acht Jahren auf dem Flügel eine kleine, eigene Phantasie vorträgt, traut man ihm zu, Musiker zu werden. Aber man muss die Hoffnung aufgeben, als er trotz Klavier-Unterrichts eine Mozart-Sonate nicht fehlerfrei vom Blatt spielen, sondern „nur ein bißchen phantasieren“ kann. In der Schule lassen seine Leistungen sehr zu wünschen übrig, mehrfach wird er nicht versetzt. Er leidet unter den teilweise recht unfähigen und brutalen Lehrern, aber auch unter den Hänseleien seiner Mitschüler. Durch mangelnde Disziplin bringt Hanno es selbst in Fächern, in denen es nur aufs Auswendiglernen ankommt oder der Lehrer ihm wohlgesinnt ist, nicht besonders weit; statt seine Hausaufgaben zu erledigen, phantasiert er lieber auf dem Klavier. Freunde hat er bei seinen Schulkameraden kaum; der einzige Freund ist Kai Graf Mölln, aufgrund seiner Herkunft und der Armut des Vaters sowie seiner literarischen Interessen ebenfalls ein Außenseiter. Den Menschen außerhalb der Familie gilt Hanno als ausgemachter Versager, selbst sein Vormund Kistenmaker äußert gegenüber dem Pastor, Hanno entstamme einer verrotteten Familie und man müsse ihn aufgeben. Auch Hanno selbst sieht klar, dass ihm der Wille zur Leistung fehlt, aus ihm nichts Rechtes werden kann, und akzeptiert sein Schicksal.

### Antoinette Buddenbrook geb. Duchamps († 1842)
Antoinette Buddenbrook ist die zweite Gattin von Johann Buddenbrook dem Älteren. Die Hochzeit mit ihr war keineswegs eine Liebesheirat, als Tochter eines reichen Hamburger Kaufmannes ist sie jedoch eine gute Partie. Sie wird die Mutter von Jean Buddenbrook. 1842 stirbt sie nach mehrwöchiger Krankheit; ihr Mann ist tief getroffen, denn auch wenn er sie nie so sehr geliebt hat wie seine erste Frau, so hat sie doch viele Jahre klug und pflichtbewusst an seiner Seite gestanden. Als Vorlage diente das Schicksal von Catharina Mann, geborene Grotjahn, der Gattin von Johann Siegmund Mann dem Älteren.

### Bethsy (Elisabeth) Buddenbrook geb. Kröger (1803–1871)

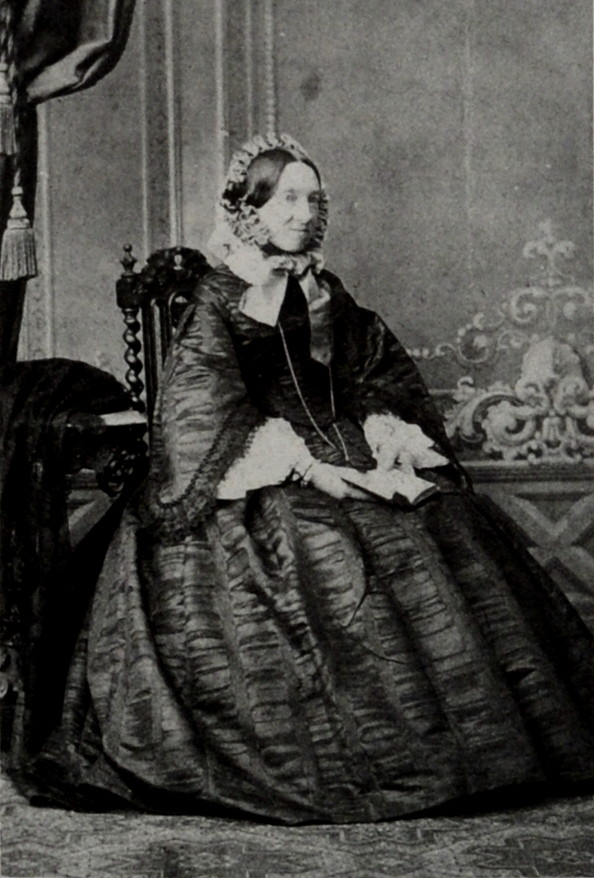
Elisabeth Mann, Thomas Manns Großmutter; im Roman Bethsy Buddenbrook

Elisabeth ist die Ehefrau von Konsul Jean (Johann) Buddenbrook und die Mutter von Thomas, Christian, Tony (Antonie) und Clara. Sie wird zunächst als elegante und weltläufige Frau beschrieben, die ihre Rolle als Konsulsgattin sehr gut ausfüllt:
„Sie war, wie alle Krögers, eine äußerst elegante Erscheinung, und war sie auch keine Schönheit zu nennen, so gab sie doch mit ihrer hellen und besonnenen Stimme, ihren ruhigen, sicheren und sanften Bewegungen aller Welt ein Gefühl von Klarheit und Vertrauen.“
Nach dem Tode ihres Mannes nimmt sie dessen pietistische Frömmigkeit an, was bei ihr jedoch in Frömmelei ausufert, und empfängt, wie schon ihr verstorbener Mann, ständig Besuche von Pastoren und Missionaren, denen sie Spenden zusteckt. Hinter dem Rücken ihres Sohnes und Familienoberhauptes Thomas Buddenbrook überträgt sie 1864, als ihre Tochter Clara im Sterben liegt, an deren Ehemann, den Pastor Tiburtius, 127.500 Kurantmark und schwächt damit nachhaltig das Barvermögen der Firma (siehe Abschnitt 2.7). Auch im hohen Alter versucht sie, ihre einstige Eleganz aufrechtzuerhalten: Sie trägt weiterhin Seidenkleider und schließlich eine Perücke, nachdem ihre Haare trotz einer „Pariser Tinktur“ grau geworden sind.
Bei ihrer Todeskrankheit zieht Dr. Grabow den jungen Kollegen, den eitlen Dr. Langhals, hinzu. Dieser wird später sein Nachfolger werden und Hanno Lebertran und Rizinusöl verschreiben.
Als Vorlage diente Elisabeth Mann geborene Marty (1811–1890), Ehegattin des Konsuls Siegmund Mann des Jüngeren.

### Clara Tiburtius geb. Buddenbrook (1838–1864)
Clara ist das vierte Kind von Jean und Elisabeth Buddenbrook. Beim Tod ihres Vaters ist sie noch minderjährig, so dass Justus Kröger zu ihrem Vormund ernannt wird. Clara Buddenbrook wird als ernst und streng beschrieben, sie teilt die religiösen Neigungen ihres Vaters und nimmt bei häuslichen Andachten schließlich seine Rolle als Vorleser ein. 1856 heiratet sie den im Hause der Buddenbrooks verkehrenden Pastor Tiburtius und zieht mit ihm nach Riga.
„Was Clara Buddenbrook betraf, so stand sie nun im neunzehnten Jahre [als sie Tiburtius heiratet] und war, mit ihrem dunklen, glattgescheitelten Haar, ihren streng und dennoch träumerisch blickenden braunen Augen, ihrer leicht gebogenen Nase, ihrem ein wenig zu fest geschlossenen Munde und ihrer hohen, schlanken Gestalt zu einer jungen Dame von herber und eigentümlicher Schönheit herangewachsen. […] Ihr eignete im Verkehr mit den Dienstboten, ja, auch mit ihren Geschwistern und ihrer Mutter, ein etwas herrischer Ton, und ihre Altstimme schon, die sich nur mit Bestimmtheit zu senken, nie aber fragend zu heben verstand, trug einen befehlshaberischen Charakter und konnte oft eine kurze, harte, unduldsame und hochfahrende Klangfarbe annehmen.“
Als Vorlage der Romanfigur diente Olga Mann, verehelichte Sievers (1846–1880), als Vorlage des Tiburtius ihr Gatte, der Kaufmann Gustav Sievers.

### Gotthold Buddenbrook (1796–1856)
Gotthold Buddenbrook ist der ungeliebte Sohn von Johann Buddenbrook d. Ä. aus erster Ehe. Die erste Frau Johann Buddenbrooks starb bei Gottholds Geburt. Verstoßen und mit einem geringen Erbteil abgefunden wird Gotthold wegen einer eigenwilligen, unstandesgemäßen Heirat (s. o. Inhalt, Erster Teil). Anstelle Gottholds, des Erstgeborenen, wird sein Halbbruder Jean – aus Johanns zweiter Ehe – Chef der Firma Buddenbrook. Gotthold wird als beleibt und kurzbeinig beschrieben. Nach dem Tod Johann Buddenbrooks d. Ä. fragt Gotthold seinen Halbbruder Jean, ob die Bestimmungen des väterlichen Testaments noch geändert worden seien. Obwohl sie weiterhin in Kraft bleiben und Jean Gotthold kein größeres Erbteil zukommen lässt, versöhnen sich die Brüder zaghaft – Gotthold sieht ein, dass Jean es sich nicht leisten kann, ihm einen größeren Anteil am väterlichen Vermögen zukommen zu lassen. Nach dem Tode Jeans überlässt Thomas Buddenbrook als Versöhnungsgeste seinem Onkel aber freiwillig das angesehene Amt des niederländischen Konsuls. Anders als Gotthold haben aber seine Frau und seine drei Töchter weiterhin eine Abneigung gegen die wohlhabenderen Verwandten in der Mengstraße. Gotthold selbst besitzt auch wenig geschäftlichen Ehrgeiz – nachdem er seinen geringen Anteil am väterlichen Erbe erhalten hat, gibt er seinen „Laden“ auf und setzt sich zur Ruhe.
Gottholds Töchter Friederike, Henriette und Pfiffi Buddenbrook bleiben, da ohne Mitgift, unverheiratet. Die Rückschläge der Familie Buddenbrook kommentieren sie mit Schadenfreude, so weisen sie zum Beispiel nach der Geburt Hannos – statt sich mit der Familie zu freuen – voll Neid und Bosheit auf dessen schwächliches Äußeres und seine verzögerte Entwicklung hin. Selbst im Lob wissen sie spitze Bemerkungen zu verstecken. Beim Tod ihrer Mutter benehmen sie sich so, als hätte die ständige Ablehnung durch die reichen Verwandten sie früh ins Grab gebracht – in Wirklichkeit ist sie „steinalt“ geworden. Als Vorlage für Gotthold Buddenbrook diente Konsul Siegmund Mann, als Vorbilder für Pfiffi (=Josefine), Henriette und Friederike Buddenbrook sind Luise, Auguste und Emmy Mann identifiziert. Thomas Mann verwendete die Namen bereits zuvor für die drei Schwestern des Protagonisten seiner Erzählung Der kleine Herr Friedemann.

### Klothilde Buddenbrook
Klothilde Buddenbrook ist die Tochter eines armen Verwandten, Bernhardt Buddenbrook (ein Neffe Johann Buddenbrooks des Älteren), der das kleine Gut „Ungnade“ in Mecklenburg bewirtschaftet. Klothilde, Spitzname Thildchen oder Thilda, ist im Alter von Tony Buddenbrook, sie wächst mit ihr und ihren Geschwistern im Haus in der Mengstraße auf. Da sie keinerlei Vermögen besitzt, ist sie sich schon früh darüber klar, dass sie wohl nie einen Ehemann finden wird. Sie bleibt tatsächlich ledig, wohnt zunächst als Untermieterin bei der Witwe Krauseminz und kommt später auf Betreiben von Thomas Buddenbrook im Johanniskloster unter, einem Stift für unverheiratete, vermögenslose Damen aus alteingesessener Familie. Sie wird als mager, blass und phlegmatisch beschrieben. Bei Tisch fällt ihr ungeheurer Appetit auf, den sie demütig und unbeirrt stillt. Die anderen Familienmitglieder necken sie oft auf harmlose Weise, was Thilda aber nicht weiter ärgert. Als ihr Vorbild gilt Thekla Mann.

### Familie Kröger

Catharina Elisabeth Marty (1782–1869), im Roman Gattin Lebrecht Krögers

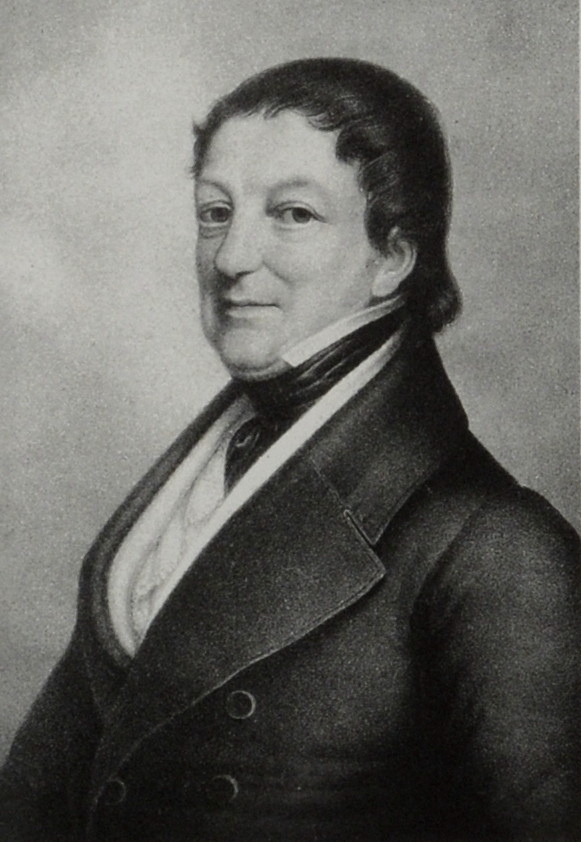
Johann Heinrich Marty (1779–1844), im Roman Lebrecht Kröger

Der reiche Lebrecht Kröger (geb. unbekannt, gest. 1848) ist der Vater von Elisabeth Buddenbrook, Jean Buddenbrooks Ehefrau. Seine Enkelin Tony ist als Kind oft auf einige Wochen in seinem Haus zu Gast, das luxuriöser ist als das elterliche. Lebrecht Kröger ist ein weltläufiger älterer Herr alter Schule, der oft großzügige Geschenke macht. Im Roman heißt er der à la mode-Kavalier. Ihm setzt das Erlebnis der Krawalle von 1848 so zu, dass er nach der nächtlichen Kutschfahrt durch die Straßenunruhen bei der Ankunft vor seiner Haustür (möglicherweise an einem Schlaganfall) stirbt.
Sein Sohn Justus Kröger (geb. 1800, gest. 1875) heiratet die menschenscheue Rosalie Oeverdieck und hat mit ihr die Kinder Jakob und Jürgen. Er setzt sich bald zur Ruhe und genießt das Leben als „Suitier“. Er verkauft den herrschaftlichen Grundbesitz seiner Eltern, der aufgeteilt und mit einfachen Häusern bebaut wird, was Tony Buddenbrook empört. Justus ist nach Jeans Tod der Vormund von Clara Buddenbrook. Seine Söhne enttäuschen: Jakob fällt immer wieder durch Leichtsinn und zwielichtige Geschäfte auf. Der Vater bricht mit ihm, als er bei seinem Arbeitgeber eine „Unredlichkeit“, einen „Übergriff“ begeht, schickt ihn nach Amerika und weigert sich fortan, über seinen Sohn zu sprechen. Nur Jakobs Mutter weiß, wo er sich aufhält und verkauft heimlich ihr Silberzeug, um dem Enterbten Geld zu senden. Jürgen gibt sein Jurastudium auf, nachdem er zweimal durch das Examen gefallen ist, und wird schlichter Postbeamter in Wismar. Auch das ursprünglich sehr große Vermögen der Krögers schwindet ständig: Nachdem Justus früher ebenso großzügige Geschenke gemacht hat wie sein Vater, besitzt seine Witwe, nicht zuletzt wegen der ständigen Unterstützungszahlungen für ihren kriminellen Sohn, am Ende nicht einmal mehr ein „präsentables“ Kleid.
Justus stirbt wie Thomas Buddenbrook 1875.

### Familie Hagenström

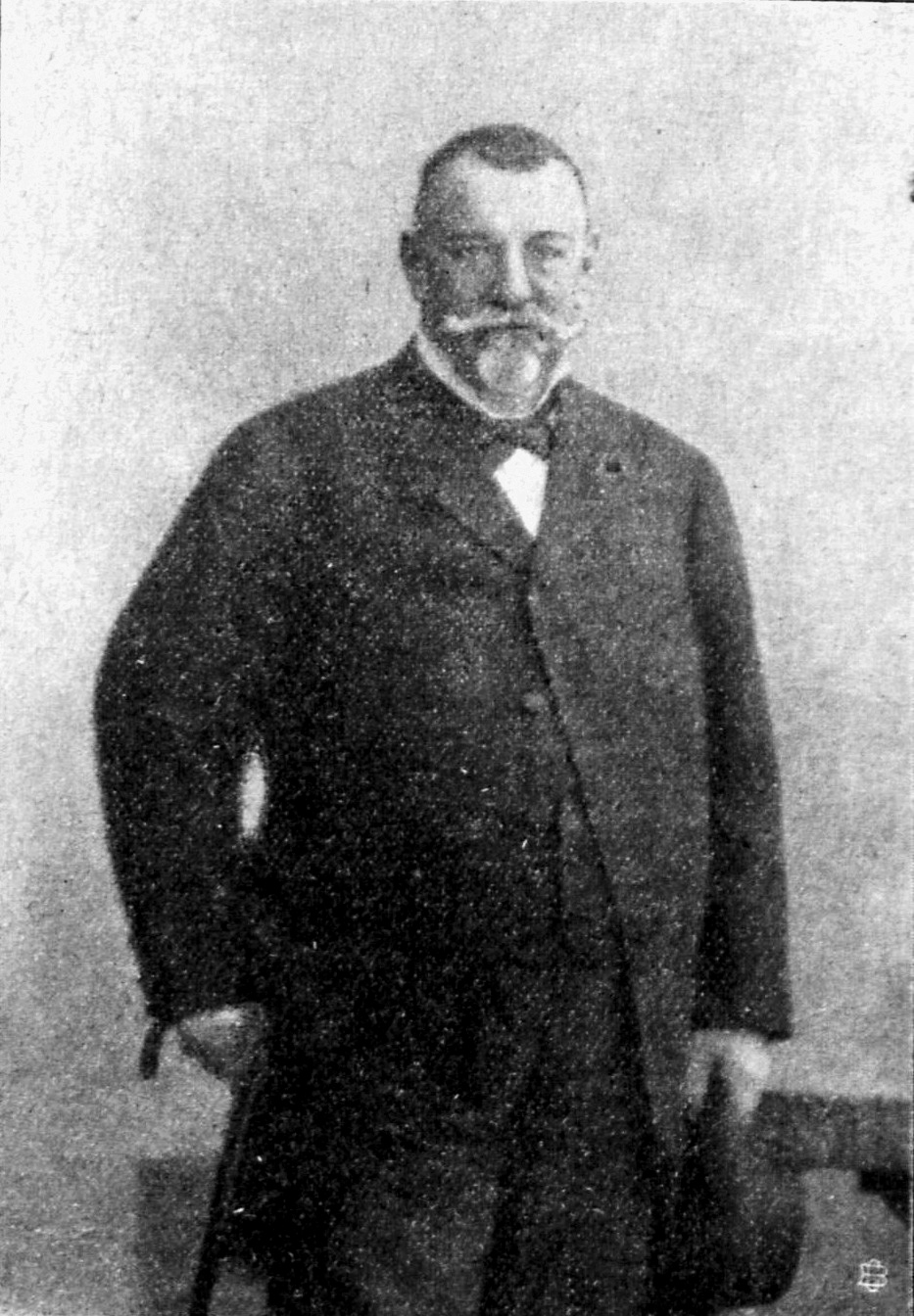
Hermann Fehling, im Roman Hermann Hagenström

Hagenströms, die neu in der Stadt sind, konkurrieren zielstrebig mit den Buddenbrooks. Am Ende hat Hermann Hagenström, der etwa gleichaltrig mit Thomas Buddenbrook ist, ihn „geschäftlich weit überflügelt“. Er war auch der erste in der Stadt, der seine Wohnräume und Kontore mit Gas beleuchtete. „Das Neuartige und damit Reizvolle seiner Persönlichkeit, das, was ihn auszeichnete und in den Augen vieler eine führende Stellung gab, war der liberale und tolerante Grundzug seines Wesens. Die legere und großzügige Art, mit der er Geld verdiente und verausgabte, war etwas Anderes als die zähe, geduldige und von streng überlieferten Prinzipien geleitete Arbeit seiner Mitbürger. Dieser Mann stand frei von den hemmenden Fesseln der Tradition und der Pietät auf seinen eigenen Füßen, und alles Altmodische war ihm fremd.“ Wenn Hermann Hagenström irgendeiner Tradition nachlebte, „so war es die von seinem Vater, dem alten Hinrich Hagenström übernommene unbeschränkte, fortgeschrittene, duldsame und vorurteilsfreie Denkungsart.“
Nach dem Tode von Thomas’ Mutter kauft Hermann Hagenström das große Haus in der Mengstraße. Der Aufsteiger, der kaum seinen Großvater gekannt hatte, gibt sich damit „die historische Weihe, sozusagen das Legitime.“ Hagenströms nehmen Buddenbrooks Platz ein, – wie vor Zeiten Buddenbrooks die Ratenkamps, die Vorbesitzer des Hauses, abgelöst hatten.
„Schon im Frühjahr [1872] bezog er mit seiner Familie das Vorderhaus, indem er dort nach Möglichkeit alles beim alten beließ, vorbehaltlich kleiner gelegentlicher Renovierungen und abgesehen von einigen sofortigen, der Neuzeit entsprechenden Änderungen; zum Beispiel wurden alle Glockenzüge abgeschafft und das Haus durchaus mit elektrischen Klingeln versehen.“

### Morten Schwarzkopf
Der sachliche Medizinstudent Morten Schwarzkopf gefällt Tony gleich bei der ersten Begegnung. Nach jedem Gespräch mit ihm imponiert er ihr etwas mehr. Beide verlieben sich ineinander und versprechen sich, aufeinander zu warten, bis Morten sein Doktor-Examen bestanden hat. Morten bleibt lebenslang Tonys einzige Liebe, die von Tonys Vater aus einer Mischung von Standesdünkel und Krämer-Mentalität hintertrieben wird (s. Inhalt, Dritter Teil). Jean Buddenbrook fällt auf den Blender Bendix Grünlich herein und setzt ihn als Tonys Ehemann und zukünftiges Familienmitglied durch.
In seinen Gesprächen mit Tony vertritt Morten Schwarzkopf die liberalen Standpunkte des Bürgertums gegenüber Adel und patrizischem Bürgertum. Vor staatlichen Autoritäten hat er wenig Respekt und besitzt ein Skelett, dem er eine Polizeiuniform angezogen hat, er ist Mitglied einer Burschenschaft. Tony versteht seine politischen Ansichten, die sich letztlich gegen ihre eigene soziale Schicht richten, in ihrer naiven Art nicht ganz, ist aber trotzdem beeindruckt von seinen Äußerungen. Auch seine naturwissenschaftlichen Kenntnisse imponieren ihr, noch viele Jahre später, beim Tod ihrer Mutter, gibt sie seine Bemerkungen über „Stickfluss“, ein Lungenödem, wieder. Bezeichnend für ihr Verhältnis zu dem sympathischen, aber aus Buddenbrookscher Sicht nicht standesgemäßen Morten wird die Redewendung „auf den Steinen sitzen“, die leitmotivisch wiederkehrt: Morten Schwarzkopf muss auf den steinernen Wellenbrechern abseits vom eleganten Strandleben sitzen und auf Tony warten. In ihrem Bekanntenkreis will er sich nicht zeigen, weil er spürt, dass er nicht dazu gehört.
Grünlich geht trotz der ansehnlichen Mitgift aus der Familie Buddenbrook bankrott. Morten Schwarzkopf wird – wie der stolze Vater später berichtet – ein erfolgreicher Arzt in Breslau („un hei hett ook all ’ne ganz staatsche Praxis, der Bengel“).

### Bendix Grünlich

Ernst Elfeld, der als Vorbild für die Figur des Bendix Grünlich diente

Grünlich wird als Geschäftspartner von Tonys Vater in den privaten Familienkreis eingeladen, wo ihn die 18-jährige Tony kennenlernt:
„Durch den Garten kam, Hut und Stock in derselben Hand, mit ziemlich kurzen Schritten und etwas vorgestrecktem Kopf, ein mittelgroßer Mann von etwa 32 Jahren in einem grüngelben, wolligen und langschößigen Anzug und grauen Zwirnhandschuhen. Sein Gesicht, unter dem hellblonden, spärlichen Haupthaar war rosig und lächelte; neben dem einen Nasenflügel aber befand sich eine auffällige Warze. Er trug Kinn und Oberlippe glattrasiert und ließ den Backenbart nach englischer Mode lang hinunterhängen; diese Favoris waren von ausgesprochen goldgelber Farbe. – Schon von weitem vollführte er mit seinem großen, hellgrauen Hut eine Gebärde der Ergebenheit.“
Antonie verabscheut ihn vom ersten Moment an wegen seiner manierierten Redeweise („Das putzt ganz ungemein“) und übertriebenen Gestik, auch durchschaut sie schnell, dass er ihren Eltern genau das sagt, was sie hören möchten. Nach einigen Wochen macht er ihr einen Antrag. Tony lehnt ab. Hartnäckig und intrigant bemüht er sich um Tony: Grünlich sucht den Vater von Morten Schwarzkopf auf und informiert ihn über dessen Heiratspläne mit Tony, worauf Mortens Vater seinem Sohn den Umgang mit Tony untersagt. Auch durch geschickte Beeinflussung von Tonys Eltern – so mahnt Pastor Kölling, der für die in seinen Predigten gemalten rhetorischen Schreckbilder bekannt ist, sie 1845 im Auftrag der Familie wegen ihrer unbotmäßigen Abneigung von der Kanzel herab zu Ehepflicht und Gehorsam (III, 4), – erreicht er schließlich die Verheiratung mit ihr.
Was wie Verliebtheit aussah, erweist sich als Berechnung: Nach der Hochzeit nimmt Grünlich kaum Notiz von seiner jungen Frau. Es war ihm ausschließlich auf die Mitgift angekommen und auf seine Bonität als Schwiegersohn der Familie Buddenbrook, darum hatte er auch die Verlobung mit Tony publik gemacht, noch bevor sie erfolgt war. Seine Rechnung geht allerdings letztendlich nicht auf: Zwar hatte er aufgrund seiner Verwandtschaft zu Johann Buddenbrook zunächst weitere Kredite von den Banken erhalten, als er jedoch endgültig zahlungsunfähig wird, weigert sich sein Schwiegervater, Grünlichs Schulden zu bezahlen.
Wegen Grünlichs Bankrott lässt sich Tony von ihm scheiden und kehrt mit der gemeinsamen Tochter ins Elternhaus zurück.

### Alois Permaneder

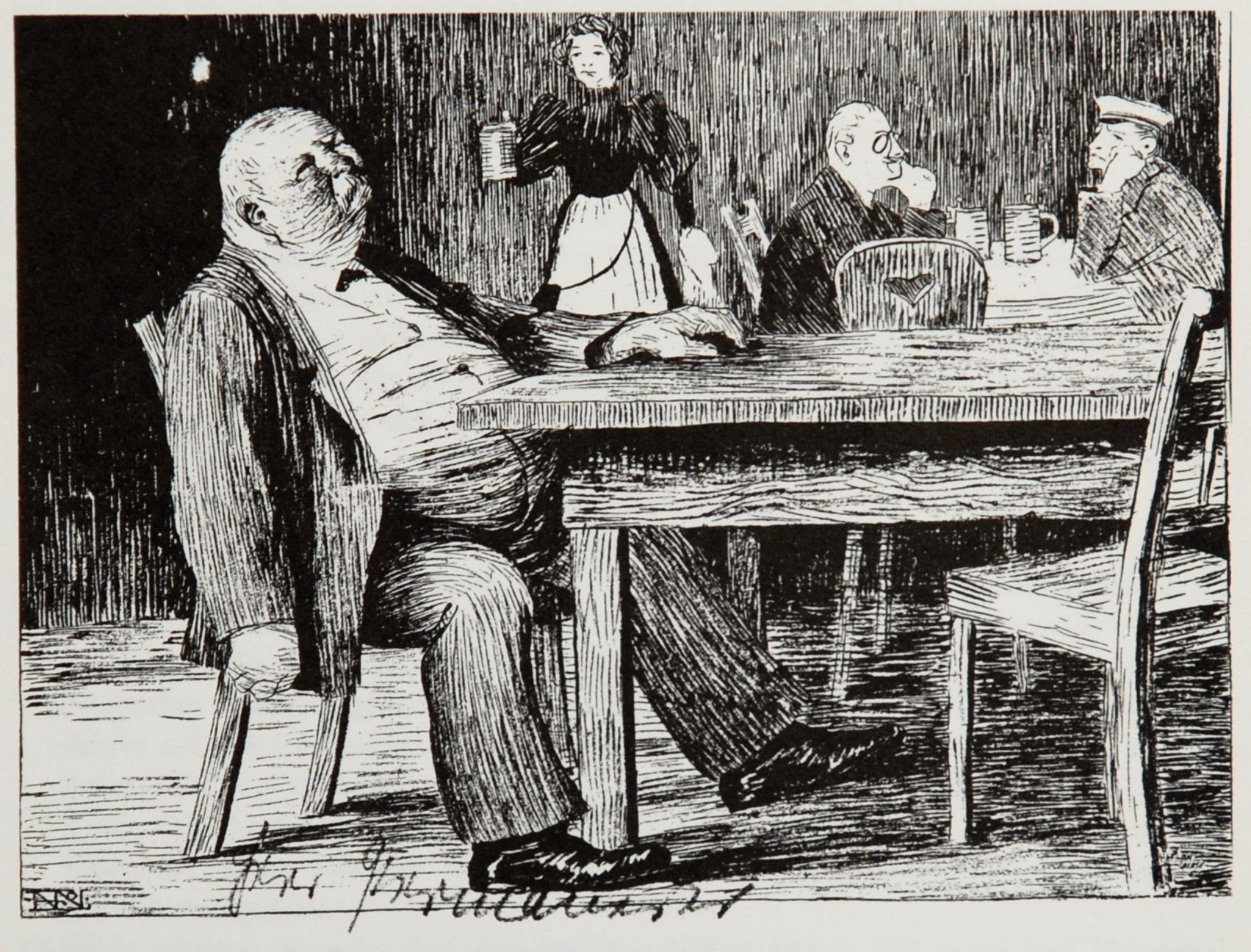
Bildvorlage für Herrn Permaneder aus der Zeitschrift Simplicissimus Nr. 33, November 1897

„Kurzgliedrig und beleibt, trug er einen weit offenstehenden Rock aus braunem Loden, eine helle und geblümte Weste, die in weicher Wölbung seinen Bauch bedeckte […]. Der hellblonde, spärliche, fransenartig den Mund überhängende Schnurrbart gab dem kugelrunden Kopfe mit seiner gedrungenen Nase und seinem ziemlich dünnen, unfrisierten Haar etwas Seehundartiges.“ Sein Gesicht hatte einen „Mischausdruck von Ergrimmtheit und biederer, unbeholfener, rührender Gutmütigkeit.“
Unverzeihlich und unter keinen Umständen wiederzugeben ist jenes Schimpfwort, das Alois Permaneder seiner Frau Tony nachgerufen hat. Über viele Romanseiten wird der Leser über Permaneders letzte Worte im Unklaren gelassen.
„Später, auf irgendeine niemals aufgeklärte Weise, ist einzelnen Familienmitgliedern das ‚Wort‘ bekannt geworden, dieses desparate Wort, das in jener Nacht Herr Permaneder sich hatte entschlüpfen lassen. Was hatte er gesagt?“ – „Geh’ zum Deifi, Saulud’r dreckats!“ – „So schloß Tony Buddenbrooks zweite Ehe.“
Allerdings ist Permaneder eigentlich ein gutmütiger Mensch. Der Tod seiner kleinen Tochter trifft ihn sehr. Auch hegt er gegen Tony keinen Groll, sondern gibt nach der Scheidung bereitwillig ihre Mitgift zurück und gratuliert noch Jahre später telegrafisch zum Jubiläum der Firma Buddenbrook.

### Kai Graf Mölln
Kai ist Hannos einziger Freund, „von vornehmer Herkunft und gänzlich verwahrlostem Äußeren“. Mit seinem Vater lebt er vor den Toren der Stadt auf dessen „winzigem, fast wertlosem Anwesen, das überhaupt keinen Namen hatte“. „Mutterlos […] war der kleine Kai hier wild wie ein Tier unter Hühnern und Hunden herangewachsen.“ Vom Stammbaum der gräflichen Familie existieren nur noch er und sein Vater, das Anwesen der Familie ist alles andere als herrschaftlich, sondern wirkt mehr wie ein einfacher Bauernhof. Auch das Benehmen seines Vaters lässt zu wünschen übrig. Ida Jungmann ist schockiert, als sie einmal mit Hanno dort einen Besuch macht und das genaue Gegenteil der erwarteten adligen Vornehmheit antrifft. In Kai hat sich jedoch aristokratisches Selbstvertrauen erhalten. Dazu strotzt er voll Lebenskraft, ist begeistert von englischer Literatur und ein phantasiereicher Erzähler, ohne dass ihn sein Interesse an Literatur (er schreibt auch selbst) weltfremd macht. Auf ihm lastet keine (Familien-)Geschichte, und bürgerlichen Konventionen fühlt er sich nicht verpflichtet. Der Verfall seiner Familie hat ihn nicht lebensuntüchtig gemacht. Anders als der empfindsame Hanno leidet Kai auch nicht so sehr unter den Lehrern, sondern macht sich über sie lustig.
Kai und Hanno fühlen sich vom ersten Augenblick an voneinander angezogen. Der Aktivere in dieser Freundschaft ist Kai. Er „hatte mit einer stürmisch aggressiven Männlichkeit um die Gunst des stillen […] Hanno geworben, der gar nicht zu widerstehen gewesen war.“ – Als Vorbild für die Romanfigur gilt ein Graf Schwerin.

### Ida Jungmann
Ida Jungmann ist über 40 Jahre lang die Kinderfrau der Familie Buddenbrook. Sie stammt aus Westpreußen und hat ihre angestammte Mundart beibehalten. Mit 20 Jahren tritt sie bei den Buddenbrooks ein (diese haben sie auf einer Reise kennengelernt und halb aus Mitleid eingestellt, da ihr Vater kurz zuvor verstorben ist). Ida ist der Familie fortan treu ergeben, auch wenn Johann Buddenbrook d. Ä. eine Abneigung gegen die „Preußin“ hat. Zunächst erzieht Ida die Kinder von Jean und Betsy Buddenbrook, später führt sie die Aufsicht über den Haushalt der verwitweten Konsulin. Nach der Geburt von Hanno wird sie auch dessen Kindermädchen und erzählt ihm die gleichen Geschichten, die bereits sein Vater und dessen Geschwister zu hören bekommen haben – u. a. von ihrem Onkel, der am „Schluckauf gestorben“ ist. Sie besitzt ein ausgeprägtes Standesbewusstsein und achtet sehr darauf, dass die Kinder der Buddenbrooks sich nur mit ebenbürtigen Spielkameraden abgeben: Auch sie selbst lehnt es ab, mit den Angestellten der weniger vornehmen Familien zu sprechen. Als Tony sich nicht zur Heirat mit Bendix Grünlich entscheiden kann, rät Ida ihr zu: Tony müsse keine Angst haben, sie bleibe ja in den ersten Kreisen. Gekündigt wird ihr nach Thomas Buddenbrooks Tod von Gerda Buddenbrook, woraufhin sie in ihre westpreußische Heimat zurückkehrt.
Ida Jungmanns Vorbild in der Familie Mann hieß Ida Buchwald.

### Therese (Sesemi) Weichbrodt
Therese Weichbrodt, die von allen Sesemi genannt werden möchte, ist die Leiterin des lokalen Mädchenpensionats, in dem Tony Buddenbrook und Gerda Arnoldsen aus Amsterdam einige Jahre verbringen. Ihr aufrichtig gemeinter stereotyper Wunsch „Sei glöcklich, du gutes Kend!“ gilt ironischerweise regelmäßig denen, die im weiteren Verlauf ihres Lebens gerade nicht glücklich werden. Ihr widmet Thomas Mann die letzten Worte seines Romans, mit denen er ein beeindruckendes, freilich wieder ironisch gebrochenes tableauartiges Schlussbild von ihr zeichnet:

Auf Tony Permaneders zweifelnde Frage, ob man sich dereinst im Jenseits wiedersehen werde, „kam Sesemi Weichbrodt am Tisch in die Höhe, so hoch sie nur irgend konnte. Sie stellte sich auf die Zehenspitzen, reckte den Hals, pochte auf die Platte, und die Haube zitterte auf ihrem Kopfe. 'Es ist so!' sagte sie mit ihrer ganzen Kraft und blickte alle herausfordernd an. Sie stand da, eine Siegerin in dem guten Streite, den sie während der Zeit ihres Lebens gegen die Anfechtungen von seiten ihrer Lehrerinnenvernunft geführt hatte, bucklig, winzig und bebend vor Überzeugung, eine kleine, strafende, begeisterte Prophetin.“
Bei Therese lebt ihre verwitwete Schwester, Madame Kethelsen, der sich Sesemi überlegen fühlt. Sie weist immer wieder darauf hin, ihre Schwester habe ja nie einen ernsthaften Kampf gegen die Anfechtungen des Daseins zu bestehen gehabt und sei daher ein naives Kind geblieben.
Die Figur der Therese Weichbrodt ist angelehnt an Therese Bousset, Leiterin und Inhaberin eines Mädchenpensionats in Lübeck, in dem unter anderem Julia da Silva-Bruhns, die Mutter von Thomas und Heinrich Mann, nach dem Tod ihrer Mutter unterrichtet wurde.

### Anna (Iwersen)
Anna (Geburtsname unbekannt, später verheiratete Iwersen) arbeitet als Blumenverkäuferin in einem kleinen Geschäft in der Fischergrube. Sie ist die frühe Geliebte von Thomas Buddenbrook. Sie wird als „wunderbar hübsch“, „zart wie eine Gazelle“ und mit „beinahe malaiischen Gesichtstypus“ beschrieben. Thomas löst die unstandesgemäße Verbindung, als er für einen längeren Aufenthalt nach Amsterdam geht. Bei einer späteren Begegnung, als Thomas bereits mit Gerda und Anna mit dem Sohn ihrer Arbeitgeberin verheiratet ist, lassen beide sich nicht mehr anmerken, was sie einmal verbunden hat. Anna erweist sich – im Gegensatz zu Gerda – als äußerst fruchtbare Frau. Sie bringt mehrere gesunde Kinder auf die Welt. Thomas’ neues Haus liegt, womöglich nicht ganz zufällig, dem Blumenladen gegenüber.
Das Blumenmädchen Anna stellt scheinbar nur eine Nebenfigur im Roman und im Leben des Thomas Buddenbrook dar. Doch an kaum einer anderen Stelle des Romans zeigt sich Thomas Buddenbrook zugeneigter, unverstellter und unmittelbarer als in dieser Liebe. Anna hat Thomas nie vergessen- als er aufgebahrt im Sarg liegt und sie Blumen abliefert, bittet sie darum, den Toten sehen zu dürfen und ist ergriffen von seinem Anblick.

### Edmund Pfühl
Der „weithin hochgeschätzte Organist“ der Marienkirche, bekannt für seine „kontrapunktische Gelehrsamkeit“, ist von strengem Charakter, aber weichem Äußeren: ein träumerisch blickender, „vierschrötiger Musikant“ mit riesigem Kehlkopf, gebauschtem Schnurrbart und erstaunlicher Löckchenperücke. Einmal wöchentlich kommt er zu Besuch, um Gerdas Geigenspiel am Flügel zu begleiten. Obwohl als Beethoven- und Bach-Verehrer zunächst ein erbitterter Gegner der neuen Musik von Richard Wagner, gibt er doch, der Senatorin zuliebe, bald seinen Widerstand auf, lässt sich überreden, den „Liebestod“ aus Tristan und Isolde für Violine und Klavier umzuschreiben und kann sich schließlich sogar bedingungslos für die Meistersinger begeistern. Pfühl fügt schließlich sogar einem von ihm verfassten musiktheoretischen Werk ein Kapitel über Richard Wagner an. 

Dem kleinen Hanno, dessen Klavierlehrer er wird, erscheint er „wie ein großer Engel, der ihn jeden Montagnachmittag in die Arme nahm, um ihn aus aller alltäglichen Misere in das klingende Reich eines milden, süßen und trostreichen Ernstes zu führen“. Von ihm lernt Hanno „in leicht faßlicher Form […] die Grundlagen der Harmonielehre“. Die beiden amüsieren sich im sonntäglichen Gottesdienst gemeinsam über die musikalische Unwissenheit ihrer Mitbürger, die ein besonders kompliziertes Musikstück nicht zu würdigen wissen. Doch zeigen Hannos erste eigene Kompositionen mit ihrer Vorliebe für theatralische Phantasien und Tremolos, wie der kindliche Schüler sich schon bald von seinem klassischen Meister entfernt und in – ganz offenkundig seiner Mutter abgelauschte – wagnereske Gefilde abdriftet.

### Leutnant René Maria von Throta
Leutnant von Throta ist ein junger, gänzlich unmilitärischer Offizier mit schwarzen Haaren und schwärmerischen Augen, dessen Sinn ganz der Musik zugewandt ist. Er spielt „Klavier, Geige, Bratsche, Violoncello und Flöte – alles vortrefflich“ und sorgt in den gemeinsamen intimen Musikstunden mit Gerda Buddenbrook dafür, dass ihr Verhältnis die „verstaubte Menschenkenntnis [und] bescheidene Phantasie [der] Leute“ zu der allgemeinen Annahme führt, „es könne wohl nicht anders sein, als daß die schöne Gerda ihren alternden Mann nun ein wenig betröge“, sodass man sich schnell darüber einig ist, dass die Senatorin „gelinde gesagt, die Grenzen des Sittsamen überschritt“. Thomas Buddenbrook kennt diese Gerüchte, hat aber nicht die Kraft, die Besuche des Leutnants in seinem Haus zu unterbinden.

### Konsul Peter Döhlmann
Konsul Peter Döhlmann ist eigentlich Kaufmann, vernachlässigt aber die von seinem Vater ererbte Holzhandlung vollkommen. Seine Frau und er leben getrennt, trotz ihrer gemeinsamen Tochter. Döhlmann gehört dem Klub an, den auch Christian später besucht und hat ebenfalls eine Vorliebe für das Theater sowie Verhältnisse mit Schauspielerinnen. In der Gesellschaft ist er trotzdem beliebt, da er als Original gilt und einen zuweilen etwas groben Humor besitzt, allerdings nimmt ihn niemand ernst. Im Alter ruiniert Döhlmann seine Gesundheit, da er übermäßig viel Hunyadi János Wasser (ein Abführmittel) trinkt. Nach seinem Tod ist vom Vermögen der Familie nichts mehr übrig, so dass seine Tochter von der öffentlichen Armenfürsorge untergebracht werden muss. Peter Döhlmann ist durch sein Privatleben und seine nicht weniger chaotischen wirtschaftlichen Verhältnisse das Musterbeispiel für einen Suitier, er hat viele Eigenschaften und Angewohnheiten, die später auch Christian Buddenbrook auszeichnen.

### Sigismund Gosch
Zu den skurrilen Figuren im Roman gehört Sigismund Gosch, von Beruf Immobilienmakler. Gosch, bei seinem ersten Auftreten etwa vierzig Jahre alt, ist Junggeselle, verkehrt gelegentlich mit den Mitgliedern des Klubs, ist aber kein Suitier. Er benimmt sich stets äußerst pathetisch, selbst alltägliche Begebenheiten wie der Verlust einer nicht besonders großen Geldsumme an der Börse werden von ihm ausgeschmückt und zum Anlass für theatralische Auftritte genutzt. Auch geht er immer dunkel gekleidet, mit einem langen schwarzen Umhang und einem Jesuitenhut. Der Höhepunkt seines Lebens war die Revolution 1848, wo er an der Seite Jean Buddenbrooks stand, als dieser die aufgewiegelten Arbeiter beruhigte. Obwohl das Ereignis völlig harmlos verlief, stellt Gosch es immer so dar, als seien der Konsul und er nur knapp der Ermordung durch die erregten Volksmassen entgangen. Gosch ist sehr am Theater interessiert, auch für Literatur kann er sich begeistern. In der Stadt wird erzählt, er arbeite an einer Übersetzung sämtlicher Dramen von Lope de Vega. Trotz seines seltsamen Benehmens und seiner literarischen Interessen ist er ein geachteter und durchaus tüchtiger Geschäftsmann. Gerda Buddenbrook fasziniert ihn ungemein, aber er wagt nicht, sie anzusprechen. Erst kurz vor ihrem Wegzug kommt er mit ihr in Kontakt, als er über den Verkauf des Hauses mit ihr verhandelt.

### Rieckchen Severin
Sie ist die Nachfolgerin von Ida Jungmann als Hauswirtschafterin der verwitweten Konsulin Buddenbrook. Anders als Ida ist sie der Familie jedoch ganz und gar nicht treu und selbstlos ergeben: Nach dem Tod der Konsulin bedient sie sich ungeniert aus deren Nachlass und duldet zudem, dass auch die übrigen Dienstboten Wäsche und Kleider an sich nehmen. Dies trägt ihr den Hass von Tony ein, während Thomas resigniert meint, dass solches Verhalten unausweichlich bei der Auflösung eines Haushalts sei, in dem „ein bißchen lax regiert“ wurde. Die mangelnde Loyalität der Angestellten, aber auch der Verlust der Autorität über die Dienstboten gehören offenkundig ebenfalls zu den Zeichen des Verfalls.

### Marcellus Stengel
Er gehört zu den originellsten Figuren des Romans; schon seine äußerliche Erscheinung mit Perücke, grotesk großem Adamsapfel und gespitzten Bleistiften, die aus seinen Rocktaschen schauen, lässt ihn als skurriles Original erscheinen. Seltsame Aussprüche geben Anlass zu Witzen. Besonders Christian übt sich früh darin, ihn zu imitieren und redet auch als Erwachsener oft stundenlang in Stengels Sprache. Als Lehrer am Gymnasium unterrichtet Stengel im Zeichnen und in Gesang, also „lustigen Fächern“. Große Autorität bei seinen Schülern genießt er nicht. So begehen Christian Buddenbrook, Justus Kröger und Stephan Kistenmaker (die späteren Suitiers) in seinem Unterricht regelmäßig Streiche, weshalb Stengel sie nach Schulschluss zur Strafe zu sich nach Hause bestellt – wo er dann aber freundlich mit ihnen Kaffee trinkt. Ganz im Gegensatz zu Hannos Lehrern, die als brutal und streng beschrieben werden, ist Stengel eigentlich ein Menschenfreund, der Verständnis für seine Schüler hat und über ihre Fehler großzügig hinwegsieht.

### Hugo Weinschenk
Hugo Weinschenk, der Ehemann von Erika Grünlich, der Tochter Tonys, stammt aus Schlesien und ist Direktor der städtischen Feuerversicherung. Er kommt mit den Buddenbrooks in Kontakt, als Thomas die Kontore der Firma in sein 1864 bezogenes neues Haus verlegt und die Versicherungsgesellschaft die alten Kontorräume im Mengstraßenhaus mietet, wo Tony mit ihrer Tochter bei der verwitweten Konsulin lebt. Tony ist über ihren Schwiegersohn, der fast doppelt so alt ist wie ihre Tochter, durchaus erfreut, da sie die Hoffnung hat, durch eine angemessene Verheiratung Erikas könnte ihr eigenes Scheitern wieder wett gemacht werden. In Wirklichkeit ist Hugo Weinschenk jedoch nicht ganz so standesgemäß: Er stammt aus recht einfachen Verhältnissen und ist lediglich ein Selfmademan. Dies wirkt sich in ziemlich ungeschliffenen Manieren aus, beispielsweise tauscht er mit seiner künftigen Frau schon während der Hochzeitszeremonie Zärtlichkeiten aus oder erzählt beim Essen unappetitliche Anekdoten. Über diese Fehler könnte man zur Not hinwegsehen, doch 1870 kommt es noch schlimmer: Weinschenk hat durch betrügerische Rückversicherungen andere Gesellschaften geschädigt und wird angeklagt. Zwar sind seine Machenschaften „Usancen“, also nicht ganz legale, aber dennoch verbreitete Tricks, doch die Anklage (ausgerechnet durch Staatsanwalt Moritz Hagenström) verfolgt sie mit aller Härte. Weinschenk nimmt sich einen Verteidiger aus Berlin, ein laut Thomas unkluges Vorgehen, da die einheimischen Rechtsanwälte durch persönliche Verbindungen eher Erfolg haben dürften, und wird zu Haft verurteilt. So geschieht die Schande, dass ein Mitglied der Familie ins Gefängnis muss. Nach seiner vorzeitigen Entlassung 1873 reist Weinschenk nach London, da er sich in der Stadt nicht mehr sehen lassen kann. Er verspricht, Frau und Tochter nachzuholen, sobald er eine neue Existenz aufgebaut habe – doch seit diesem Zeitpunkt bleibt er verschwunden. Tony leitet eine (erfolglose) offizielle Suche ein, um schließlich (erfolgreich) eine Scheidung ihrer Tochter wegen „böswilligen Verlassens“ beantragen zu können.

## Motive und Symbole

### Verfall
Das übergreifende Motiv des Romans bezeichnet der Untertitel Verfall einer Familie. Von Generation zu Generation schwinden Tatkraft, Unternehmensgeist und Gesundheit. Dem ökonomischen Niedergang der Firma Buddenbrook geht der Verlust von Vitalität und naiver Selbstsicherheit der Familienmitglieder voraus. Eine zunehmende Tendenz zur Vergeistigung untergräbt die Kaufmannsmentalität. Am Ende des Verfalls stehen Christian, der in eine psychiatrische Anstalt verbracht wird, und Hanno, der für Musik unter allen Buddenbrooks Empfänglichste. Er ist gänzlich unfähig, die väterliche Firma später einmal zu übernehmen, und stirbt bereits vor Vollendung des 16. Lebensjahrs – sein Urgroßvater Johann Buddenbrook wird noch 77, sein Großvater Jean 55, sein Vater Thomas nur mehr 49 Jahre alt. In den Betrachtungen eines Unpolitischen bezeichnet der Autor seinen Hanno denn auch folgerichtig als den „durch Entartung sublimierten und nur noch musikalischen Spätling des Bürgergeschlechts“.
Nach Thomas Mann schließen sich Lebenstüchtigkeit und seelisch-geistige Differenzierung aus. Diese Annahme folgt einer literarischen Strömung des ausgehenden 19. Jahrhunderts, für die Nietzsche den Begriff Décadence in den deutschen Sprachgebrauch eingeführt hat. Mann bezeichnet Nietzsche als den „unvergleichlich größten und erfahrensten Psychologen der Dekandez“. Wie sehr sich die Lehre vom pathologisch degenerativen Ursprung der Genialität damals verbreitete und bis zum Beginn des Ersten Weltkriegs zum Modethema des Fin de Siècle wurde, beweist u. a. die Bibliographie, die der Psychiater Wilhelm Lange-Eichbaum 1928 in seinem Bestseller Genie – Irrsinn und Ruhm veröffentlichte.
Das Verfalls-Thema wurde vom „Dreigestirn ewig verbundener Geister“ befördert, die vor allem in seiner Jugend Thomas Mann tief beeindruckten: Schopenhauer, Nietzsche und Wagner. Thomas Mann selbst betonte dies in seinen Betrachtungen eines Unpolitischen:
„Nietzsche nannte Schopenhauer seinen großen Lehrer; welch ungeheueres Glück für Wagner das Erlebnis Schopenhauers war, weiß der Erdkreis… Die drei sind eins… Wenn ich von Schopenhauer den Moralismus – ein populäreres Wort für dieselbe Sache lautet Pessimismus − meiner seelischen Grundstimmung habe, jene Stimmung von Kreuz, Tod und Gruft, die schon in meinen ersten Versuchen hervortrat, so findet sich diese ethische Luft, um mit Nietzsche zu reden, auch bei Wagner; in ihr steht ganz und gar sein riesenhaftes Werk, und ebensogut auf seinen Einfluß könnte ich mich berufen.“

### Firma, Haus und großbürgerliche Familie
Die Einheit, ja gleichsam Synonymität von Familie und Firma ist verankert in der Identität von Wohn- und Geschäftshaus. Erst Thomas Buddenbrook bricht mit dieser paradigmatischen Tradition von „wirtschaftlichem Unterbau und kulturellem Überbau“. Gleichwohl bleibt das Haus in der Mengstraße, das der Leser im Eröffnungskapitel kennenlernt, Zentrum der Familie, da es die verwitwete Mutter von Thomas Buddenbrook weiter bewohnt und die Familientreffen wie bisher dort stattfinden.
Die ideelle Bedeutung des Hauses für die Mitglieder der Familie Buddenbrook imitiert den Stellenwert fürstlich-dynastischer Stammsitze für den Hochadel, wie ja auch die ständige Rückbesinnung auf die Reihe der Vorfahren einen adligen Stammbaum ersetzen soll. Die Handlung spielt in der Mitte des neunzehnten Jahrhunderts, größtenteils noch vor Bismarcks Reichsgründung 1871.
Darüber hinaus gibt es einen engen Zusammenhang zwischen der Größe der Behausung des Firmenchefs und dem geschäftlichen Erfolg der Firma: Der rasante Aufschwung der Buddenbrooks endet mit dem Einzug ins großbürgerliche Mengstraßenhaus, Jean Jaques Hoffstede trägt als Poet der Stadt bei der Einweihungsfeier Verse vor (I, 2., 6.), zu Beginn des Romans. In der Folgezeit kann die Familie ihr Vermögen zwar halten, aber nicht mehr nennenswert vergrößern. Der vorübergehende Umzug der Familie des jungen Thomas Buddenbrook in ein einfacheres Haus in der Breiten Straße geht mit einem geschäftlichen Zwischenhoch einher. Nach der Übersiedlung in die prachtvolle neue Villa beschleunigt sich der Verfall zusehends. Als dann ausgerechnet der verhasste Konkurrent und Emporkömmling Hermann Hagenström das Haus in der Mengstraße kauft, ist Tony Buddenbrook außer sich und befürchtet, dass in der Öffentlichkeit der Eindruck entstehen könne, Buddenbrooks hätten abgewirtschaftet und seien von Hagenströms verdrängt worden. Auch wenn Thomas ihr daraufhin klarzumachen versucht, dass doch die Bedeutung als Familiensitz und gesellschaftliches Zentrum längst auf sein neues Haus übergegangen wäre, erkennt der Leser, dass dieser Eindruck nicht völlig falsch ist.

### Die geschäftliche Tradition
„Mein Sohn, sey mit Lust bey den Geschäften am Tage, aber mache nur solche, daß wir bey Nacht ruhig schlafen können.“ Diese Maxime und Mahnung ist in der Chronik der Familie festgehalten. Als Verfasser wird der Großvater Jean genannt, der den Getreidehandel begründet hatte, eine Figur also, die vor der Romanhandlung lebte und nur im Rückblick erwähnt wird. Seine Nachkommen Johann Buddenbrook d. Ä. und Jean Buddenbrook halten sich an diesen Grundsatz und gehen keine Risiken ein. Thomas Buddenbrook riskiert als erster in der Generationsfolge ein Spekulationsgeschäft und scheitert. Mutlos geworden verpasst er geschäftlich den Anschluss und verfügt schließlich, dass die Firma nach seinem Tode aufgelöst werden soll, weil er erkennt, dass sein Sohn sich nicht zum Kaufmann eignet und die Tradition daher auf keinen Fall mehr fortsetzen wird.

### Das Leben
Das Leben ist ein bevorzugtes Thema von Tony Buddenbrook. Ihre Behauptung, sie kenne „das Leben“, widerlegt sie selbst durch ihre fehlgeschlagenen Ehen und mit einem geschäftlichen Ratschlag, der für die Firma katastrophale Folgen hat: der spekulative Kauf des Pöppenrader Getreides vor Einbringung der Ernte.
Mit das Leben in Tonys Mund ironisiert der junge Thomas Mann einen zentralen Begriff Nietzsches, den er auch in einem Essay behandelt.

### Musik
Bis auf Gerda und Hanno sind alle Mitglieder der Familie Buddenbrook unmusikalisch. Einzig Johann Buddenbrook der Ältere hatte ab und an etwas Flöte gespielt. Musik und tätiges Leben werden als Gegensätze dargestellt. Der Musik wird eine unmoralische Kraft zugemessen, besonders der Musik Wagners. Der Klavierlehrer Hannos, Domorganist Pfühl, eingeschworen auf Bach und Beethoven, weigert sich zunächst entschieden, Gerdas Bitte nachzukommen und mit ihr Stücke von Richard Wagner zu spielen:
„Ich spiele dies nicht, gnädige Frau, ich bin ihr ergebener Diener, aber ich spiele dies nicht. […] Dies ist das Chaos! Dies ist Demagogie, Blasphemie und Wahnwitz! Dies ist ein parfümierter Qualm, in dem es blitzt. Dies ist das Ende der Moral in der Kunst!“
Später erliegt er doch der Musik Wagners, dem „Leben und Weben der Leitmotive“.
Hanno Buddenbrook erbt die Musikalität seiner Mutter und beginnt mit acht Jahren zu komponieren.

### Farben: Blau und Gelb
Durch den gesamten Roman zieht sich die konsequente Erwähnung der Farben Blau und Gelb, die nicht nur in Thomas Manns ausführlichen Erstbeschreibungen von Personen und Szenarien zum Tragen kommen, sondern auch in leitmotivischer Intention wiederholt werden. Dies legt die Vermutung nahe, dass sie eine zentrale Rolle im Buch spielen, also eng verknüpft sind mit dem Hauptproblem, dem Verfall der Familie Buddenbrook und gesellschaftlicher Umschichtung im Allgemeinen.
Innerhalb der Linie der erstgeborenen männlichen Buddenbrooks zeigt sich, dass die Farbe Blau in Zusammenhang mit jener Entwicklung steht, die sich in den buddenbrookschen Nachkommen zeigt. Mit dem Verfall ist aber bei der Verwendung der Farbe Blau als Leitmotiv immer auch ein Aspekt der Verfeinerung verbunden, insbesondere bei Thomas, Gerda und Hanno. Meist werden „künstlerische“ Organe wie Augen, Hände oder die Schläfen als „bläulich umschattet“ bezeichnet. Außerhalb der Linie der Erstgeborenen steht Blau für allgemeines Scheitern und negative Einflüsse auf die Familie Buddenbrook und tritt bei anderen Personen und in der Natur auf.
Im Gegensatz zur blauen Farbe weist Gelb auf Tradition, Stärke, Hoffnung und Aufschwung hin. Auch diese Farbe tritt sowohl in direkter Nähe zu den Buddenbrooks (Einrichtung ihres Hauses und ihres Gartens) als auch außerhalb der Familie (z. B. einfaches Volk, aufstrebendes Bürgertum und Haus der Bürgerschaft) auf. Außerhalb der Familie Buddenbrook steht die Farbe Gelb für Solidität und Konstanz.
Die Farbe Gelb kann alternativ ebenfalls als leitmotivisch für das Negative angesehen werden, ist aber – im Gegensatz zu Blau – nicht mit künstlerischen Kategorien verbunden: Die Farbe Gelb tritt in der Einrichtung des „Landschaftszimmers“ in den Vordergrund, ausdrücklich werden die gelblichen Sonnenuntergänge erwähnt. In diesem Zimmer versammeln sich die Buddenbrooks zu Beginn des Romans. Bei seinem Tod ist Lebrecht Krögers Gesicht „gelb und von schlaffen Furchen zerrissen“, gleichermaßen gelblich wirken Konsul und Konsulin im Tode. Das neugeborene Kind Clara (sie wird als junge Frau an Tuberkulose versterben) hat „gelbe, runzlige Fingerchen“. Die Romanze zwischen Tony Buddenbrook und Morten Schwarzkopf steht unter „gelben“ Vorzeichen; der Leuchtturm ist gelb, die Abhänge aus gelbem Lehm, das Seegras gelbgrün, die Quallen rotgelb. Grünlichs „goldgelbe Favoris“ werden vielfach zitiert. Das Licht in Hannos Zimmer in Travemünde ist „gelblich“, er schläft in einem „gelbhölzernen“ Bett. Die Ernte von Pöppenrade ist „gelbreif“. Nach dieser Interpretation ist „Gelb“ eindeutig dem Scheitern, dem Versagen zugeordnet und hat keine positive Assoziation.

### Hände
Die Hände der Romanfiguren spielen im Buch eine wichtige Rolle. Grünlich hat „lange, weiße (…) von bläulichen Adern durchzogene“ Hände, Permaneder „weiße, feiste“ Hände. Die stärkeren Familienmitglieder der frühen Generationen haben weiße Hände (Johann, Konsulin, Tony), kurzfingrig und zum Musizieren ungeeignet.
Besonders auffällig und ungewöhnlich sind Hannos Hände: Gerda Buddenbrook behauptet im Gespräch mit Hannos künftigem Klavierlehrer Pfühl „die Buddenbrooks können alle Nonen und Dezimen greifen“. Die Familienmitglieder der zweiten Generation verfügen also bereits über die körperlichen Voraussetzungen zum Künstlertum, setzen diese Fähigkeit aber nicht ein: „Aber sie haben noch niemals Gewicht darauf gelegt.“
In Hanno Buddenbrook vereinigen sich schließlich Veranlagung und Physis in der Person des Künstlers.

### Protestantische Ethik
Besondere Bedeutung für die Interpretation des Romans hat die Frage, wie sehr Mann hier, wie er selbst später schreibt, Gedanken ausführt, die der Soziologe Max Weber in seiner Arbeit Die protestantische Ethik und der Geist des Kapitalismus wenige Jahre nach Erscheinen des Romans formuliert hat.

### Lübeck
Obwohl der Roman Lübeck nicht nennt, ist Thomas Manns Vaterstadt anhand detaillierter Angaben unmissverständlich zu erkennen: Das Holstentor, Fischergrube und Mengstraße, die für Lübeck typischen Straßenbezeichnungen Gruben und Twieten, die Trave, Travemünde und die Straße dorthin, Schwartau mit Erwähnung des Schwartauer Marktplatzes mit dem „Schwartauer Pfefferkuchenhaus“, die „Wilhelmsquelle“ im Riesebusch sowie Angaben zur Stadtgeschichte.

## Buddenbrooks als zeitgeschichtliche Darstellung
Im Hintergrund spiegelt der Roman Aspekte der deutschen Geschichte wider, vor allem fängt er den Zeitgeist zwischen 1835 und 1877 in einer „mittelgroßen Handelsstadt“ an der Ostsee aus großbürgerlicher Sicht ein.

### Die Revolution 1848
Die Erzählinstanz in den Buddenbrooks nimmt weder die Revolution von 1848 ernst, noch „das Volk“. Die 1848er-Revolution fand im Roman nicht im Frühjahr, sondern am 1. Oktober 1848 statt.
Trine, die Köchin im Hause Buddenbrook, unterhält zum Verdruss ihrer Herrschaft „eine Art von geistigem Bündnis mit einem Schlachtergesellen, und dieser ewig blutige Mensch mußte die Entwicklung ihrer politischen Ansichten in der nachhaltigsten Weise beeinflußt haben.“ Auf einen Verweis der Hausherrin „hatte sie die nackten Arme in die Hüfte gestemmt und sich wie folgt geäußert: ‚Warten Sie mal bloß, Frau Konsulin, dat duert nu nich mehr lange, denn kommt ne annere Ordnung in de Saak; denn sitt ich doar up’m Sofa in’ sieden Kleed, un Sei bedeinen mich denn …‘ – Selbstverständlich war ihr sofort gekündigt worden.“
Demonstranten sind im Hause zu hören als „eine Art von übermütigen Johlen, Pfeifen und [dem] Gestampf vieler Schritte auf der Straße.“ Die Schaufensterscheibe des Tuchhändlers Benthin war „vermittels Steinwurf“ zertrümmert worden, „wobei Gott allein wußte, was das Fenster des Herrn Benthin mit der hohen Politik zu tun hatte.“
Vor dem Versammlungssaal der Bürgerschaft angekommen, stimmen die Demonstranten „ein ausgelassenes, unsinniges und betäubendes Hoh- und Höhgeheul“ an. Konsul Buddenbrook tritt ihnen entgegen. Er spricht einen 22-jährigen Lagerarbeiter seiner Firma an, der in vorderster Reihe steht:

„Nu red’ mal, Carl Smolt! Nu is’ Tied! Ji heww hier den leewen langen Namiddag bröllt” […] Smolt, wat wull Ji nu eentlich! Nu seggen Sei dat mal!“

„Je, Herr Kunsel, ick seg man bloß: wi wull nu ’ne Republike, seg ick man bloß …“

„Öwer du Döskopp … Ji heww ja schon een!“

„Je, Herr Kunsel, denn wull wi noch een.“

Darauf brechen „Revolutionäre“ und Vertreter der Bürgerschaft in Gelächter aus – die Revolution hat sich ad absurdum geführt.
Jean Buddenbrook und Smolt meinen mit ‚Republik‘ etwas Verschiedenes. Ein Mann wie Smolt denkt an die soziale Republik. Für Jean Buddenbrook sind die ständisch geprägte Bürgerschaft und der Senat der Freien Stadt Lübeck republikanisch.
Für die Familie der Buddenbrooks bleibt die kleine Revolte nicht ohne Opfer: In Jean Buddenbrooks Gegenwart bricht sein Schwiegervater Lebrecht Kröger (den das aufrührerische Verhalten der „Canaille“ über alle Maßen empört hat) auf der Heimfahrt in seiner Kutsche von einem „ganz harmlosen Feldstein“ aus der Menge getroffen zusammen und stirbt. – Auch dieses Ereignis lässt sich auf Thomas Manns Familiengeschichte zurückführen: Sein Urgroßvater, Johann Siegmund Mann sen., soll aus Ärger über die Revolte an einem Schlaganfall verstorben sein.

### Das Schulsystem
Thomas und Christian Buddenbrook besuchen noch die liberale Alte Schule, eine ehemalige Klosterschule – gemeint ist hier das von Thomas Mann zeitweilig besuchte Katharineum zu Lübeck, das altsprachliche Gymnasium in der Königstraße –, mit „vortrefflichen Gelehrten“, wie dem Musik- und Kunstlehrer Marcellus Stengel und dem Latein unterrichtenden Pastor Hirte. Beide werden, wie der „humane, tabakschnupfende alte Direktor“, im dritten Kapitel des zweiten Buches charakterisiert als „harmlose und gutmütige Leute, einig in der Ansicht, daß Wissenschaft und Heiterkeit einander nicht ausschlössen“. Die Vertreter der nächsten Generation dagegen, Hanno und sein Freund Kai Graf Mölln, stehen später unter der strengen Aufsicht des furchterregenden Schulleiters Wulicke, der wie der alttestamentliche Gott über seine Zöglinge waltet und unnachsichtig für Zucht und Ordnung sorgt. Kurt Tucholsky hat das diesbezügliche Kapitel des Romans (XI/2) als beste Beschreibung des preußischen Schulwesens bezeichnet.

### Entwicklungsstand der Medizin
An vielen Stellen im Roman spielen Medizin (wie später auch in Der Zauberberg) und Zahnmedizin eine Rolle. Die Leistung der Ärzte zu dieser Zeit besteht mehr im Erkennen der Prognose und einer Behandlung der Symptome, als in einer kausalen Therapie. Besonders eindringlich geschildert ist die Agonie der an Lungenentzündung erkrankten Konsulin, der man die erflehte Sterbehilfe verweigert.
Der Zahnarzt Brecht leidet sichtbar mit seinen Patienten und fürchtet sich davor, Zähne zu extrahieren. Nachdem ihm bei Thomas eine Zahnextraktion (in dieser Zeit noch ohne Betäubung) missglückt war, „lehnte er am Instrumentenschrank, [und] sah aus wie der Tod.“ Diese Unprofessionalität entlarvt ihn als Pfuscher. Nach diesem schweren Eingriff erleidet Thomas Buddenbrook auf dem Heimweg einen Schlaganfall (siehe Buddenbrook-Syndrom), den er bei getrübtem Bewusstsein und unfähig zu sprechen nur wenige Stunden überlebt.

## Rezeption
Buddenbrooks wurde in die ZEIT-Bibliothek der 100 Bücher aufgenommen.

## Theater
Die erste bekannte Inszenierung der „Buddenbrooks“ war eine Liebhaberaufführung durch Lübecker Bürger, darunter Verwandte Thomas Manns, die 1928 auf der Diele des Hauses Mengstraße 4 stattfand.
1976 inszenierte Hans Hollmann am Basler Theater „Die Buddenbrooks“ an zwei Abenden. 2005 wurde der Roman für die Theaterbühne vom Dramaturgen und Schriftsteller John von Düffel dramatisiert (ein Abend, etwa drei Stunden). Das Stück stellt die unterschiedlichen Lebenswege und Schicksale Thomas’, Christians und Tonys in den Mittelpunkt. Die Uraufführung wurde am Thalia-Theater (Hamburg) von Stephan Kimmig inszeniert und hatte am 3. Dezember 2005 Premiere. 1 ½ Jahre hatte von Düffel an der Bearbeitung gearbeitet. Die österreichische Erstaufführung fand am 25. September 2008 im Theater in der Josefstadt statt.
Am 12. Mai 2007 hatte das Stück im Düsseldorfer Schauspielhaus Premiere.
Am Theater Lübeck hatte die Düffel’sche Fassung der Buddenbrooks am 29. September 2007 ihre Premiere, inszeniert vom neuen Schauspieldirektor Pit Holzwarth. Die „Rückkehr“ der Buddenbrooks in ihren Handlungsort brachte ausnahmslos ausverkaufte Aufführungen und mehrere Zusatzvorstellungen.
Im August 2021 nahm das Wiener Theaterensemble Nesterval den Roman als Vorlage für sein immersives Stück „Sex, Drugs & Budd'n'Brooks“, das in Hamburg beim Kampnagel Sommerfestival Premiere hatte. Eine Wiener Version von „Sex, Drugs & Budd'n'Brooks“ wurde im Juli 2022 im Wiener Prater gezeigt. Die Handlung des Romans wurde dabei ins Entertainment-Business verlegt.
Am 24. April 2022 hatte „Buddenbrooks“ in einer Theaterfassung von Beate Seidel und Christian Weise am Nationaltheater Weimar Premiere.
Am 4. Mai 2024 wurde eine Opernfassung "Buddenbrooks" (Musik: Ludger Vollmer, Libretto: Feridun Zaimoglu und Günter Senkel nach Thomas Mann) am Theater Kiel uraufgeführt.

### Textausgaben, kommentierte Ausgaben
- Thomas Mann. Buddenbrooks. Verfall einer Familie. S. Fischer Verlag, Berlin 1901, 2 Bde. 566 S., 539 S.
- Buddenbrooks. Frankfurter Ausgabe. Herausgegeben und kommentiert von Peter de Mendelssohn, S. Fischer, Frankfurt am Main 1981, ISBN 3-10-048222-0.
- Buddenbrooks. Große kommentierte Frankfurter Ausgabe, Band 1/1–2. S. Fischer, Frankfurt am Main 2002, ISBN 3-10-048312-X.

### Hörbuch
- Thomas Mann. Buddenbrooks. (fast) Ungekürzte Ausgabe, gelesen von Gert Westphal. Norddeutscher Rundfunk 1979/80, Deutsche Grammophon 2001, 22 CD, 28 Std., ISBN 3-8291-1148-7.

### Sekundärliteratur

#### Über Buddenbrooks
- Andreas Blödorn: Thomas Mann: Buddenbrooks. In: Andreas Blödorn/Friedhelm Marx (Hrsg.): Thomas Mann-Handbuch. Leben – Werk – Wirkung. Metzler Verlag, Stuttgart 2015, ISBN 978-3-476-02456-5, S. 13–25.
- Thomas Brand: Thomas Mann: Buddenbrooks. Königs Erläuterungen und Materialien (Bd. 264). Bange Verlag, Hollfeld 2002, ISBN 978-3-8044-1731-1.
- Manfred Eickhölter: Das Geld in Thomas Manns „Buddenbrooks“. Schmidt-Römhild, Lübeck 2003.
- Ortrud Gutjahr (Hrsg.): Buddenbrooks: von und nach Thomas Mann. Königshausen & Neumann, Würzburg 2006.
- Erich Heller: Pessimismus und Genialität. In: E.H.: Thomas Mann. Der ironische Deutsche. Suhrkamp, Frankfurt 1975 (1959), S. 9–60.
- Wolfgang Kehn: Platz 6. Thomas Mann: Buddenbrooks. In: Christoph Jürgensen (Hrsg.): Die Lieblingsbücher der Deutschen. Verlag Ludwig, Kiel 2006, ISBN 3-937719-34-2, S. 239–263.
- Dirk Kemper: Erzähltheorie und Deixis. Das Sprachporträt des „Buddenbrooks“-Erzählers. In: Weimarer Beiträge 68, 2022, 2, S. 256–271.
- Bernd M. Kraske: Revolution und Schulalltag in Thomas Manns „Buddenbrooks“. Verlag Literarische Tradition, ISBN 978-3-930730-24-7.
- Heide Lutosch: Ende der Familie – Ende der Geschichte. Zum Familienroman bei Thomas Mann, Gabriel Garcia Márquez und Michel Houellebecq. Aisthesis Verlag, Bielefeld 2007, ISBN 978-3-89528-624-7.
- Nicole Mattern/Stefan Neuhaus (Hrsg.): Buddenbrooks-Handbuch. Metzler, Stuttgart 2018, ISBN 978-3-476-04649-9.
- Ken Moulden, Gero von Wilpert (Herausgeber): Buddenbrooks-Handbuch. Kröner, Stuttgart 1988, ISBN 3-520-81601-6.
- Andreas Urs Sommer: Der Bankrott ‚protestantischer Ethik‘: Thomas Manns ‚Buddenbrooks‘. Prolegomena einer religionsphilosophischen Romaninterpretation. In: Wirkendes Wort. Deutsche Sprache und Literatur in Forschung und Lehre. Jg. 44 (1994), S. 88–110.
- Rolf Thiede: Stereotypen vom Juden. Die frühen Schriften von Heinrich und Thomas Mann. Zum antisemitischen Diskurs der Moderne und seiner Überwindung. Metropol, Berlin 1998 (Buddenbrooks als antisemitischer Roman).

#### Von Thomas Mann und Mitgliedern der Familie Mann über die Familie Mann
- Thomas Mann: Über mich selbst. Fischer, Frankfurt 1994, ISBN 3-596-12389-5.
- Thomas Mann: Selbstkommentare: Buddenbrooks. Fischer, Frankfurt 1989.
- Viktor Mann: Wir waren fünf. Fischer, Frankfurt 2001, ISBN 3-596-12275-9.

#### Von anderen Verfassern über die Familie Mann
- Klaus Harpprecht: Thomas Mann – Eine Biographie. Rowohlt, Reinbek 1996, ISBN 3-498-02873-1, als Taschenbuch ISBN 3-499-13988-X.
- Marcel Reich-Ranicki: Thomas Mann und die Seinen. Fischer, Frankfurt a. M. 1994.
- Helmut Koopmann: Thomas Mann – Heinrich Mann. Die ungleichen Brüder. C. H. Beck, München 2005, ISBN 3-406-52730-2.

### Literarische Ergänzung
Ludwig Ewers, ein Freund Thomas Manns, veröffentlichte 1926 ein Buch unter dem Titel Die Großvaterstadt, eine Art Ergänzung zu den Buddenbrooks, da es zur selben Zeit und in derselben Stadt, aber auf einer anderen sozialen Ebene spielt.

## Filme
- 1923: Stummfilm Buddenbrooks Regie: Gerhard Lamprecht, mit Peter Esser (Thomas), Mady Christians (Gerda), Alfred Abel (Christian), Charlotte Böcklin, Hildegard Imhof und Ralph Arthur Roberts, Buddenbrooks bei IMDb
- 1959: Kinofilm Buddenbrooks, Regie: Alfred Weidenmann, mit Liselotte Pulver, Nadja Tiller, Hansjörg Felmy, Hanns Lothar, Robert Graf, Rudolf Platte, Lil Dagover, Günther Lüders, Gustav Knuth, Helga Feddersen und Werner Hinz, Buddenbrooks bei IMDb
- 1979: Fernsehfilm Die Buddenbrooks, Regie: Franz Peter Wirth (Buch: Bernt Rhotert), mit Carl Raddatz, Volkert Kraeft, Gerd Böckmann, Michael Degen, Reinhild Solf, Marion Kracht, Ursula Dirichs, Ruth Leuwerik und Martin Benrath, Die Buddenbrooks bei IMDb
- 2008: Buddenbrooks, Kinofilm von Heinrich Breloer, mit Armin Mueller-Stahl (Konsul), Iris Berben (Konsulin), Jessica Schwarz (Tony), Mark Waschke (Thomas) und August Diehl (Christian)

## Hörspiel
- 1965: Die Buddenbrooks – Hörspiel-Mehrteiler des HR. Bearbeitung (Wort): Anneliese Falck unter dem Pseudonym Palma.Regie: Wolfgang Liebeneiner; Erzähler: Gert Westphal; Johann Buddenbrook der Ältere: Hans Tügel; Konsul Jean (Johann) Buddenbrook: Dieter Borsche; Bethsy (Elisabeth) Buddenbrook: Lil Dagover; Senator Thomas Buddenbrook: Wolfgang Liebeneiner; Tony (Antonie) Buddenbrook: Gisela Peltzer; Christian Buddenbrook: Horst Tappert; Gerda Buddenbrook: Gisela Zoch-Westphal; Hanno (Justus Johann Kaspar) Buddenbrook: Christian Born; Antoinette Buddenbrook: Lotte Brackebusch.